# 명탐정 코난의 에피소드 목록 (1996년~2000년)
아래는 애니메이션 작품인 《명탐정 코난》의 역대 에피소드 목록 (1996년~2000년)을 정리한 것이다. 극장판 스페셜과 디지털 리마스터 재방송은 제외하였다.

## 목록 (1996) / 001화~042화
| 화수 | 화수 | 부제목 | 부제목 | 방영일 | 방영일 | 관련 원작 | 설명 | | | | |
| 일본어판 | 한국어판 | 일본어판(원제) | 한국어판 | 일본어판 | 한국어판 | 관련 원작 | 설명 | | | | |
| 첫 번째 여는곡 : 가슴이 두근두근 | 첫 번째 여는곡 : 가슴이 두근두근 | 첫 번째 여는곡 : 가슴이 두근두근 | 첫 번째 여는곡 : 가슴이 두근두근 | 첫 번째 여는곡 : 가슴이 두근두근 | 첫 번째 여는곡 : 가슴이 두근두근 | 첫 번째 여는곡 : 가슴이 두근두근 | 첫 번째 여는곡 : 가슴이 두근두근 | 첫 번째 여는곡 : 가슴이 두근두근 | 첫 번째 여는곡 : 가슴이 두근두근 | 첫 번째 여는곡 : 가슴이 두근두근 | 첫 번째 여는곡 : 가슴이 두근두근 |
| 첫 번째 닫는곡 : Step by Step | 첫 번째 닫는곡 : Step by Step | 첫 번째 닫는곡 : Step by Step | 첫 번째 닫는곡 : Step by Step | 첫 번째 닫는곡 : Step by Step | 첫 번째 닫는곡 : Step by Step | 첫 번째 닫는곡 : Step by Step | 첫 번째 닫는곡 : Step by Step | 첫 번째 닫는곡 : Step by Step | 첫 번째 닫는곡 : Step by Step | 첫 번째 닫는곡 : Step by Step | 첫 번째 닫는곡 : Step by Step |
| 대한민국 1기 : 빛이 될거야 (창작곡) 2000년 1월 10일 ~ 2000년 11월 6일 KBS 2TV (월 18:15 ▶ 17:30 ▶ 18:00; 1~101화 중 27화 미방) 대한민국 1기 : 퍼즐(일본판 세 번째 여는 곡: 수수께끼) 2013년 1월 2일 ~ 2013년 애니맥스(월~목 18:00 ▶ 18:30) 2024년 11월 30일 ~ 2025년 2월 22일 투니버스 Part 1 (토 20:00~21:00, 26화) | 대한민국 1기 : 빛이 될거야 (창작곡) 2000년 1월 10일 ~ 2000년 11월 6일 KBS 2TV (월 18:15 ▶ 17:30 ▶ 18:00; 1~101화 중 27화 미방) 대한민국 1기 : 퍼즐(일본판 세 번째 여는 곡: 수수께끼) 2013년 1월 2일 ~ 2013년 애니맥스(월~목 18:00 ▶ 18:30) 2024년 11월 30일 ~ 2025년 2월 22일 투니버스 Part 1 (토 20:00~21:00, 26화) | 대한민국 1기 : 빛이 될거야 (창작곡) 2000년 1월 10일 ~ 2000년 11월 6일 KBS 2TV (월 18:15 ▶ 17:30 ▶ 18:00; 1~101화 중 27화 미방) 대한민국 1기 : 퍼즐(일본판 세 번째 여는 곡: 수수께끼) 2013년 1월 2일 ~ 2013년 애니맥스(월~목 18:00 ▶ 18:30) 2024년 11월 30일 ~ 2025년 2월 22일 투니버스 Part 1 (토 20:00~21:00, 26화) | 대한민국 1기 : 빛이 될거야 (창작곡) 2000년 1월 10일 ~ 2000년 11월 6일 KBS 2TV (월 18:15 ▶ 17:30 ▶ 18:00; 1~101화 중 27화 미방) 대한민국 1기 : 퍼즐(일본판 세 번째 여는 곡: 수수께끼) 2013년 1월 2일 ~ 2013년 애니맥스(월~목 18:00 ▶ 18:30) 2024년 11월 30일 ~ 2025년 2월 22일 투니버스 Part 1 (토 20:00~21:00, 26화) | 대한민국 1기 : 빛이 될거야 (창작곡) 2000년 1월 10일 ~ 2000년 11월 6일 KBS 2TV (월 18:15 ▶ 17:30 ▶ 18:00; 1~101화 중 27화 미방) 대한민국 1기 : 퍼즐(일본판 세 번째 여는 곡: 수수께끼) 2013년 1월 2일 ~ 2013년 애니맥스(월~목 18:00 ▶ 18:30) 2024년 11월 30일 ~ 2025년 2월 22일 투니버스 Part 1 (토 20:00~21:00, 26화) | 대한민국 1기 : 빛이 될거야 (창작곡) 2000년 1월 10일 ~ 2000년 11월 6일 KBS 2TV (월 18:15 ▶ 17:30 ▶ 18:00; 1~101화 중 27화 미방) 대한민국 1기 : 퍼즐(일본판 세 번째 여는 곡: 수수께끼) 2013년 1월 2일 ~ 2013년 애니맥스(월~목 18:00 ▶ 18:30) 2024년 11월 30일 ~ 2025년 2월 22일 투니버스 Part 1 (토 20:00~21:00, 26화) | 대한민국 1기 : 빛이 될거야 (창작곡) 2000년 1월 10일 ~ 2000년 11월 6일 KBS 2TV (월 18:15 ▶ 17:30 ▶ 18:00; 1~101화 중 27화 미방) 대한민국 1기 : 퍼즐(일본판 세 번째 여는 곡: 수수께끼) 2013년 1월 2일 ~ 2013년 애니맥스(월~목 18:00 ▶ 18:30) 2024년 11월 30일 ~ 2025년 2월 22일 투니버스 Part 1 (토 20:00~21:00, 26화) | 대한민국 1기 : 빛이 될거야 (창작곡) 2000년 1월 10일 ~ 2000년 11월 6일 KBS 2TV (월 18:15 ▶ 17:30 ▶ 18:00; 1~101화 중 27화 미방) 대한민국 1기 : 퍼즐(일본판 세 번째 여는 곡: 수수께끼) 2013년 1월 2일 ~ 2013년 애니맥스(월~목 18:00 ▶ 18:30) 2024년 11월 30일 ~ 2025년 2월 22일 투니버스 Part 1 (토 20:00~21:00, 26화) | 대한민국 1기 : 빛이 될거야 (창작곡) 2000년 1월 10일 ~ 2000년 11월 6일 KBS 2TV (월 18:15 ▶ 17:30 ▶ 18:00; 1~101화 중 27화 미방) 대한민국 1기 : 퍼즐(일본판 세 번째 여는 곡: 수수께끼) 2013년 1월 2일 ~ 2013년 애니맥스(월~목 18:00 ▶ 18:30) 2024년 11월 30일 ~ 2025년 2월 22일 투니버스 Part 1 (토 20:00~21:00, 26화) | 대한민국 1기 : 빛이 될거야 (창작곡) 2000년 1월 10일 ~ 2000년 11월 6일 KBS 2TV (월 18:15 ▶ 17:30 ▶ 18:00; 1~101화 중 27화 미방) 대한민국 1기 : 퍼즐(일본판 세 번째 여는 곡: 수수께끼) 2013년 1월 2일 ~ 2013년 애니맥스(월~목 18:00 ▶ 18:30) 2024년 11월 30일 ~ 2025년 2월 22일 투니버스 Part 1 (토 20:00~21:00, 26화) | 대한민국 1기 : 빛이 될거야 (창작곡) 2000년 1월 10일 ~ 2000년 11월 6일 KBS 2TV (월 18:15 ▶ 17:30 ▶ 18:00; 1~101화 중 27화 미방) 대한민국 1기 : 퍼즐(일본판 세 번째 여는 곡: 수수께끼) 2013년 1월 2일 ~ 2013년 애니맥스(월~목 18:00 ▶ 18:30) 2024년 11월 30일 ~ 2025년 2월 22일 투니버스 Part 1 (토 20:00~21:00, 26화) | 대한민국 1기 : 빛이 될거야 (창작곡) 2000년 1월 10일 ~ 2000년 11월 6일 KBS 2TV (월 18:15 ▶ 17:30 ▶ 18:00; 1~101화 중 27화 미방) 대한민국 1기 : 퍼즐(일본판 세 번째 여는 곡: 수수께끼) 2013년 1월 2일 ~ 2013년 애니맥스(월~목 18:00 ▶ 18:30) 2024년 11월 30일 ~ 2025년 2월 22일 투니버스 Part 1 (토 20:00~21:00, 26화) |
| --- | --- | --- | --- | --- | --- | --- | --- | --- | --- | --- | --- |
| 1 | 1화 | 제트코스터 살인사건 ジェットコースター殺人事件 | 눈물의 진주목걸이 | 1996년 1월 8일 | 2000년 1월 10일(K) 2024년 11월 30일(투) | 1권 File 1 | 수많은 어려운 사건을 해결해 온 고등학생 탐정 쿠도 신이치는, 소꿉친구인 모리 란과 전부터 약속하고 있었던 데이트를 위해, 놀이공원 트로피컬 랜드를 찾아왔다. 미스터리 코스터의 순서 대기를 하는 사이, 신이치는 어느 여성의 손을 잡고, 그녀가 체조부원이란 것을 간파하고 관찰력을 자랑했다. 마침내 신이치의 순서가 오고, 코스터는 달리기 시작하는데, 터널에 들어서자 갑자기, 미지근한 액체가 승객에게 뿌려졌다. 코스터가 멈추고 보니, 신이치의 뒤에 앉아있던 남자의 목이 절단되어 있었다! 용의자로, 피해자의 친구인 여자 3명과 검은 양복의 남자 2명이 떠올랐다. 메구레 경부가 달려오고, 소란이 커지는 가운데, 신이치의 명추리가 시작됐다. 뛰어난 추리력으로 사건을 해결했지만, 승객 가운데에 있었던 수상한 검은 양복의 남자가 현금 거래를 하는 범행 현장을 맞닥뜨렸다. 현장의 증거를 잡으려고 하지만, 등 뒤에서 또 다른 그의 동료에게 습격받아 정신을 잃고 말았다! 에도가와 코난(코난), 쿠도 신이치(남도일), 모리 란(유미란), 모리 코고로(유명한), 아가사 히로시(브라운 박사), 메구레 쥬죠(골롬보), 코지마 겐타(고뭉치), 요시다 아유미(한아름), 츠부라야 미츠히코(박세모), 진, 워커 등장. (일) 첫 번째 여는곡, 첫 번째 닫는곡 시작. (한) 1기 방영 (KBS) 시작. | | | | |
| 2 | 2화 | 사장 영애 유괴사건 社長令嬢誘拐事件 | 이슬이를 찾아라 | 1996년 1월 15일 | 2000년 1월 11일(K) 2024년 11월 30일(투) | 1권 File 2~5 | 검은 양복의 남자에게 얻어맞아 의식을 잃은 신이치가 눈을 떠보니, 남자가 먹였던 독약 때문에, 몸이 초등학생 정도까지 작아지고 말았다. 신이치는 초등학생 에도가와 코난이라고 이름을 대고, 검은 양복의 남자들의 정보를 얻기 위해, 사립탐정인 아버지를 둔 소꿉친구 모리 란의 집에서 얹혀살게 되었다. 란의 손에 이끌려 코난이 모리 탐정 사무소 앞에 오니, 코고로는 일하러 나가던 참이었다. 코고로에게 들어온 의뢰가, 부잣집 딸이 검은 양복의 남자에게 납치당한 사건이라는 것을 듣고, 코난도 따라가게 되었다. 의뢰인의 저택에 도착하고, 코고로는 목격자인 집사 아소에게 자세한 이야기를 들었다. 검은 양복의 남자가 신경쓰이는 나머지, 코난은 사건에 참견하지만, 어린아이의 몸이라서 누구도 상대해 주지 않았다. 하지만 아소의 이야기가 애매하고, 앞뒤가 맞지 않는다는 점을 눈치채고, 코난은 코고로에게 힌트를 줘서 아소를 추궁했다. 사건은 이대로 해결되는가 싶었던 찰나, 다른 남자에게서 협박 전화가 걸려왔다! 과연 진범인은 대체 누구일까?! | | | | |
| 3 | 3화 | 아이돌 밀실 살인사건 アイドル密室殺人事件 | 위기의 인기스타 | 1996년 1월 22일 | 2000년 1월 17일(K) 2024년 12월 7일(투) | 1권 File 6~9 | 일거리도 없이 시간이 남아도는 모리 코고로의 사무소에, 아이돌 가수 오키노 요코가 찾아왔다. 누군가에게 뒤를 밟힌다거나, 집에 침입당하는 등, 스토커 피해로 괴로워하는 그녀는 코고로에게 조사를 의뢰했다. 그녀의 열렬한 팬이기도 한 코고로는, 조사를 위해 기운차게 요코의 아파트로 향하지만, 요코의 집에 들어가 보니 등을 식칼로 찔린 남자의 시신이 있었다. 시신 주변의 물방울, 너무 높은 실온 등 부자연스러운 점이 있는 가운데, 코난은 귀걸이를 찾아냈다. 귀걸이의 주인은, 여배우 이케자와 유코였다. 이어서 피해자의 신원이 밝혀지고, 요코를 둘러싼 복잡한 인간 관계가 밝혀졌다. 코고로는 무언가를 숨기고 있는 매니저를 의심하지만, 그는 범인으로 보는 건 잘못됐어. 범인이 아니야! 코난은 코고로를 기절시키고, 아가사 박사가 발명한 나비넥타이형 음성변조기를 써서 코고로의 목소리로 사건의 수수께끼를 풀어 나가기 시작했다. 나비넥타이형 음성변조기 등장. 오키노 요코(오소라) 등장. | | | | |
| 4 | 4화 | 대도시 암호지도 사건 大都会暗号マップ事件 | 신나는 보물찾기 | 1996년 1월 29일 | 2000년 1월 18일(K) 2024년 12월 7일(투) | 4권 File 7~10 | 소년 탐정단은 박물관에 견학하러 왔다. 거기를 나설 때 겐타는 암호 같은 도형이 적힌 쪽지를 주웠다. 보물 지도라고 분위기가 들뜬 소년 탐정단은 보물을 찾으러 간다. 도형의 뜻과 형태를 찾으러 베이카 시내를 누비지만, 수수께끼는 풀리지 않는다. 그들이 망연자실해 있을 때, 코난은 누군가에게 뒤를 밟힌 것을 깨닫는다. 그때 들려 온 것은 이탈리아의 강도단 소식이었다. 이 사건을 계기로 소년(어린이) 탐정단이 만들어진다. | | | | |
| 5 | 5화 | 신칸센 대폭발 사건 新幹線大爆破事件 | 열차 폭발을 막아라(KBS) 고속열차 대폭발 사건(투니버스) | 1996년 2월 5일 | 2000년 1월 24일(K) 2024년 12월 14일(투) | 4권 File 4~6 | 결혼식 때문에 코고로, 란과 함께 탄 신칸센에서 코난은 검은 양복의 사나이들과 비슷한 2인조를 만난다. 두 사람의 대화를 도청해보니 거기에는 놀라운 계획이 진행되고 있었다. 차 안에서 거래했던 상대의 가방에 폭탄이 있다고 한다!! 폭발 시각은 40분 후. 폭탄 이야기를 차장에게 해보지만 믿어주지 않는다. 부득이 코난은 스스로 찾아내기로 결의한다. 도청한 대화를 단서로 알아낸 곳은 2층의 그린 차량! 거기에는 검은 가방을 가진 4명의 남녀가 있었다. 시시각각 시한이 다가오는 가운데, 코난은 결심을 한다. 도청 안경, 킥력 증강 슈즈 등장. 원작과는 달리 검은조직의 음모는 아니므로 검은 조직원은 등장하지 않는다. | | | | |
| 대한민국 1기 미방영분: 2021년 6월 23일 ~ 2021년 9월, 애니박스(수 22:00 ▶ 23:00) | | | | | | | | | | | |
| 6 | 914화(대1-1화) | 밸런타인 살인사건 バレンタイン殺人事件 | 발렌타인데이 살인사건 | 1996년 2월 12일 | 2021년 6월 23일 | 오리지널 ep1 | 란이 발렌타인 파티에 초대되었다. 주최자인 의대생 카츠히코에게 반한 동급생 소노코에게 억지로 동석하게 된 것 같지만 코난은 정신이 제정신이 아니다. 테니스 클럽이 모이는 파티에서 클럽의 일원 카즈미가 보낸 초콜릿을 먹은 카츠히코가 괴로워하며 사망한다. 뒤이어 달려온 메구레 경부와 코고로는 카즈미를 범인으로 의심하지만... 스즈키 소노코(정보라) 등장(한국판에서는 이 에피소드를 방영하지 않았으므로 6월의 신부 살인 사건 편에서 첫 등장). 시계형 마취총 아이템이 사용되어 이 에피소드부터 마취총에 의한 잠자는 코고로(유명한) 추리가 시작된다. (한)애니박스 미방영분 1기 첫화. | | | | |
| 7 | 6화 | 매달 보내는 선물 협박사건 月いちプレゼント脅迫事件 | 슬픈 나팔꽃 | 1996년 2월 19일 | 2000년 1월 25일(K) 2024년 12월 14일(투) | 3권 File 7~10 | 모르는 인물로부터, 모르는 물건을 매달 배달받는다.... 그런 고민을 가진 의사 오가와가 코고로에게 상담하러 왔다. 언제나 오는 것은 중고 장난감과 백만엔의 현금. 그런데 이번에는 의미 불명의 편지가 동봉되어 왔다. 그냥 장난이라고 보기엔 너무 치밀하다. 발신인의 목적을 확인하기 위해서, 그들은 오가와가 근무하는 병원으로 향한다. 거기에서 또 오가와에게 배달이 왔다. 역시 보낸 사람은 불명이었고 배달물은 매년 2월 19일에 배달된다는 나팔꽃 화분이었다. 코난은 낡은 진료 기록 카드와 도착한 게임기에서 공통하는 하나의 이름을 찾아냈다. | | | | |
| 8 | 11화(K) 7화(투니버스, 이하 '투') | 미술관 주인 살인사건 美術館オーナー殺人事件 | 공포의 미술관 | 1996년 2월 26일 | 2000년 2월 14일(K) 2024년 12월 21일(투) | 4권 File 1~3 | 밤중에 갑주가 마음대로 움직이는 걸로 소문난 베이카 미술관. 흥미진진해진 란은, 코난과 코고로를 끌고 왔다. 작품 설명을 받고 있다가 사장이 나타나고 미술관의 폐쇄와 악담을 던지고 떠난다. 하늘, 대지, 바다의 세 개의 방을 돌고 마지막에 발을 들인 곳은 수상쩍은 분위기 감도는 지옥의 방이었다. 그 곳에서 란이 본 것은 참살된 사장의 모습이었다! 방범 카메라의 영상을 돌려보니 소유주를 덮친 것은, 전시품인 갑옷이었다. 그리고 사장의 손에는 미술관 직원인 쿠보타의 이름이 적힌 종이가 쥐어져 있었다. 그의 라커에서는 핏빛 갑옷이 발견되어 범인은 쿠보타로 확정되는 듯했다... | | | | |
| 9 | 915화(대1-2화) | 천하일야제 살인사건 天下一夜祭殺人事件 | 천하일야제 살인사건 | 1996년 3월 4일 | 2021년 6월 23일 | 6권 File 9~ 7권 File 1 | 요코야마 온천의 축제에 방문한 코난, 란, 코고로는 작가인 사사이를 만난다. 사사이의 부탁으로 란이 그의 사진을 찍고 있자, 사이타마 현경의 요코미조 형사가 나타났다. 사사이와 같은 방을 쓰는 소설가 이마타케가 방에서 총살당했다는 것이다. 현장은 어지럽혀졌고 도둑의 소행으로 보는 코고로지만, 요코미조는 사사이를 의심한다. 그러나 사사이는 사진 한 장을 보이고 범행을 부인했다.거기에는 총성이 울린 범행 시각에 점화되는 문자를 배경으로 찍은 그의 모습이 보였다! 취조를 예측했던 것처럼 너무 완벽한 증거 사진과 현장에 남는 몇개의 수상한 흔적. 코난은 사사이의 알리바이를 뚫을 수 있을까?! 요코미조 산고(천범수)(당시에는 橫溝正文(요코미조 타다후미)라는 이름이었음) 등장. | | | | |
| 10 | 7화(K) 8화(투) | 프로 축구 선수 협박사건 プロサッカー選手脅迫事件 | 컴퓨터 게임의 비밀 | 1996년 3월 11일 | 2000년 1월 31일(K) 2024년 12월 21일(투) | 7권 File 8~8권 File 1 | 모리 탐정 사무소에 여고생이 사람 찾기 부탁에 온다. 게다가 그 상대는 신이치였다. 아카기 료코를 자처하는 그녀는 신이치와 사귀었다는 고백을 한다. 이에 놀라고 격노한 란에 이끌려 코난은 료코의 집으로 가지만 도착한 아파트 문 열쇠 구멍에는 상처가 있었고, 게다가 여성이 살고 있는 흔적은 없었다. 수상하게 느낀 코난은 곧 어질러진 아이 방에서 사진 한 장을 발견한다. 거기에는 축구 선수인 히데 즉 아카기 히데오와 마모루라는 이름의 소년의 모습이 보였다. 그리고 료코가 바라보는 텔레비전에는 생기가 없는 히데의 모습이 잡혔다. 코난은 신이치의 목소리로 사건 해결에 나선다. 도시락 팩스 아이템 등장. | | | | |
| 11 | 13화(K) 9화(투) | 피아노 소나타 월광 살인사건 ピアノソナタ「月光」殺人事件 | 월광 소나타 (상) | 1996년 4월 8일 | 2000년 2월 21일(K) 2024년 12월 28일(투) | 7권 File 2~7 | 1시간 스페셜(한국은 상,하 분리 방영). 의미심장한 편지와 선임료를 받고 코고로는 월영도로 향했다. 그러나 의뢰인일 터인 아소 케이지는 12년 전에 죽은 피아니스트였다. 실마리를 찾으러 온 마을 회관에서는 아소의 친구였던 전 이장의 제사가 시작하려고 했었다. 촌민의 이야기에 따르면 두 사람이 죽을 때 "월광"이 들렸다고 한다. 이윽고 월광의 선율과 함께 일어난 연속 살인! 희생자는 모두 아소의 지인이었다. 현장에는 악보가 남겨져 있었고, 살인 예고와 유서가 암호에 깃들어 있었다. 범인은 "월광"에 무엇을 빗대고 있는 것인가? 코난은 아소가 남겼다는 악보로부터 사건의 진상에 다가간다. | | | | |
| 11 | 14화(K) 10화(투) | 피아노 소나타 월광 살인사건 ピアノソナタ「月光」殺人事件 | 월광 소나타 (하) | 1996년 4월 8일 | 2000년 2월 22일 2024년 12월 28일(투) | 7권 File 2~7 | 1시간 스페셜(한국은 상,하 분리 방영). 의미심장한 편지와 선임료를 받고 코고로는 월영도로 향했다. 그러나 의뢰인일 터인 아소 케이지는 12년 전에 죽은 피아니스트였다. 실마리를 찾으러 온 마을 회관에서는 아소의 친구였던 전 이장의 제사가 시작하려고 했었다. 촌민의 이야기에 따르면 두 사람이 죽을 때 "월광"이 들렸다고 한다. 이윽고 월광의 선율과 함께 일어난 연속 살인! 희생자는 모두 아소의 지인이었다. 현장에는 악보가 남겨져 있었고, 살인 예고와 유서가 암호에 깃들어 있었다. 범인은 "월광"에 무엇을 빗대고 있는 것인가? 코난은 아소가 남겼다는 악보로부터 사건의 진상에 다가간다. | | | | |
| 12 | 12화(K) 11화(투) | 아유미 유괴사건 歩美ちゃん誘拐事件 | 아름이를 구하라(KBS) 아름이 유괴 사건(투니버스) | 1996년 4월 15일 | 2000년 2월 15일(K) 2025년 1월 4일(투) | 9권 File 1~3 | 소년(어린이) 탐정단이 아유미(아름)를 유괴한 것으로 오인하여 대학 공연을 하려던 추리극 연극배우들을 추격, 구타하는 에피소드. 소년(어린이) 탐정단 전용 수신 뱃지, 태양광 스케이드 보드 등장. | | | | |
| 13 | 8화(K) 12화(투) | 기묘한 사람 찾기 살인사건 奇妙な人捜し殺人事件 | 두 얼굴의 여자 | 1996년 4월 22일 | 2000년 2월 1일(K) 2025년 1월 4일(투) | 2권 File 4~7 | 모리 탐정 사무소에 한 소녀가 찾아왔다. 히로타 마사미를 자처하는 그녀는 아버지인 겐조를 찾기 위해서 상경했다고 한다. 애완용 고양이의 이름을 듣고 경마장에서 겐조를 찾아내어, 사건은 끝난 듯했다. 그러나 그 뒤 마사미의 소식이 끊겼다. 그녀의 몸을 염려해, 겐조의 아파트로 갔더니 겐조가 살해당했다는 소식을 듣게 된다. 이윽고 사무소 앞에 탐정이 나타나 히로타 아키라라는 남자에게서 같은 의뢰를 받았다고 듣는다. 마사미의 행방을 추적해, 호텔의 방에 도착해보니 거기에는 아키라의 시신이 있었다!! 일련의 살인과 떠들썩한 십억엔 강탈사건. 두 사건이 코난의 머릿 속에서 연결되었다. 코난의 안경에 추적장치 추가. 원작과는 달리 애니메이션에선 검은 조직과 미야노 아케미(안재희)와 전혀 관련없는 사건이다.(애니 제작팀의 실수로 인해 미야노 아케미(안재희)가 아닌 무명으로 나온다. 그래서 애니메이션 128화의 원작이 단행본 2권 fiel 4~7이라고 할 수 있다.) | | | | |
| 14 | 9화(K) 13화(투) | 의문의 메시지 저격사건 謎のメッセージ狙撃事件 | 계산기의 메시지 | 1996년 4월 29일 | 2000년 2월 7일(K) 2025년 1월 11일(투) | 오리지널 ep2 | 계산기 암호 등장. 옥상에 의문의 사격을 하고 계산기 암호를 남긴 사람을 어린이 탐정단이 발견하여 추적하는 에피소드. | | | | |
| 15 | 15화(K) 14화(투) | 사라진 시체 살인사건 消えた死体殺人事件 | 사라진 증거 | 1996년 5월 13일 | 2000년 2월 28일(K) 2025년 1월 11일(투) | 6권 File 6~8 | 고양이 찾기를 부탁 받은 소년 탐정단은 거리를 분주하면서 비로소 찾아낸다. 그런데 상처도 없는데 고양이는 피투성이였다. 고양이가 나온 창문을 들여다보니, 목욕탕에는 시신이 있었다! 경찰에 신고하지만 메구레 경위가 도착했을 때에는 어째서인지 시체는 사라져 있었고 건방진 태도의 주인이 시체 따윈 없다고 소리친다. 남자는 자겠다고 하고 2층에 갔고 곧이어 동생이 돌아왔다. 그의 안내로 집안 구석구석까지 찾았으나 시신이 발견되지 않았고, 아이의 장난으로 여겨지게 된다. 납득할 수 없는 탐정단은 밤에 현장으로 돌아왔다. 2층의 방에서 아직 잠든 형의 모습을 보고 시체를 감춘 트릭을 깨닫는다. (일본판은 형제인 반면에 한국판은 친구로 변경되었다) | | | | |
| 16 | 917화(대 1-3화) | 골동품 수집가 살인사건 骨董品コレクター殺人事件 | 골동품 수집가 살인사건 | 1996년 5월 20일 | 2021년 6월 30일 | 6권 File 2~5 | 부인의 바람기 조사를 보고하기 위해서, 코고로, 란, 코난은 마루 저택을 찾는다. 설명하던 도중, 의뢰인의 덴지로는 손님 때문에 자리를 뜨는데 좀처럼 돌아오지 않았다. 덴지로를 부르러 간 도우미의 비명을 듣고 별채로 달려간 그들이 본 것은 참살된 덴지로의 사체와 방 중에 남겨진 무수한 칼 자국이었다! 곧이어 덴지로와 만날 약속을 했다고 말하는 세 남자가 나타난다. 세 명 모두 자동 응답기에 메시지를 남겼다고 증언하지만 아쿠츠의 메시지만은 없었다.게다가 그가 맡기고 있던 조각만 흠집 하나 없이 깨끗해서, 혐의가 깊어지는 가운데, 코난은 흠집 투성이의 옷장을 보고 어떤 사실을 깨닫는다. | | | | |
| 17 | 10화(K) 15화(투) | 백화점 잭 사건 デパートジャック事件 | 백화점에 갇히다(K) 백화점 강도 사건(투) | 1996년 5월 27일 | 2000년 2월 8일(K) 2025년 1월 18일(투) | 오리지널 ep3 | 백화점에 갇힌 소년(어린이) 탐정단이 강도와 사투하는 에피소드. | | | | |
| 18 | 16화 | 6월의 신부 살인사건 ６月の花嫁殺人事件 | 레몬티의 비밀 | 1996년 6월 3일 | 2000년 2월 29일(K) 2025년 1월 18일(투) | 8권 File 8~10 | 코난과 란은 중학교의 담임이었던 마츠모토 사유리의 결혼식에 모여든다. 대기실에서 그녀의 화려한 모습을 축복하고 있던 때 메구레 경감이 얼굴을 보였다. 신부의 아버지는 본청 경찰에서 상사라고 한다. 식이 시작되려 하기 때문에 사람들이 대기실에서 나오자 갑자기 둔탁한 소리가 들렸다. 문을 열어보니 피를 토하고 쓰러진 사유리의 모습이 있었다! 그녀가 마시던 레몬 티에는 가성 소다가 든 것이다. 의식이 없는 사유리에 기를 쓰고 응급 처치를 하는 코난. 곧바로 메구레의 지휘 아래 수사가 시작되었다. 실내에서 촬영된 비디오에서 레몬 티를 만진 4명의 인물에게 혐의가 걸린다. 코난이 추리 퀸 소노코(정보라)를 탄생시킨 첫 에피소드. 마츠모토 키요나가(허청장 혹은 박종태) 등장. | | | | |
| 19 | 17화 | 엘리베이터 살인사건 エレベーター殺人事件 | 엘리베이터 트릭 | 1996년 6월 10일 | 2000년 3월 6일(K) 2025년 1월 25일(투) | 오리지널 ep4 | 란(미란)이 모델 의뢰를 받고 모델회사에 가서 생기는 에피소드. | | | | |
| 20 | 18화 | 유령 저택의 살인사건 幽霊屋敷殺人事件 | 유령의 집 | 1996년 6월 17일 | 2000년 3월 7일(K) 2025년 1월 25일(투) | 2권 File 8~10 | 4번지의 저택에 도깨비가 나온다는 소문에 초등학교는 떠들썩하다. 코난은 탐정단에게 이끌려, 귀신 퇴치에 가게된다. 저택은 빈집일 터인데 물은 나오고, 열려있는 창문 주위도 비바람에 노출되지 않았다. 탐색을 계속하니 화장실에 간 미츠히코와 맛있는 냄새에 이끌린 겐타가 비명을 남기고 사라졌다! 그들을 찾는 코난과 아유미. 그때 촛불을 가진 이상한 분위기의 여성이 둘 앞에 나타난다. 몰래 뒤를 쫓지만 여성은 모습을 감추어 버린다. 막다른 복도에서 그들이 찾아낸 것은 지하에 감춰진 계단이었다.... 멜빵 아이템 등장. | | | | |
| 대한민국 미공개 X파일 1기 (1기 미 방영분 중 8화 방영) : 퍼즐(일본판 세 번째 여는 곡: 수수께끼) 2014년 1월 7일 ~ 2014년 1월 28일 투니버스(화 20:00 ▶ 21:00) | | | | | | | | | | | |
| 21 | 567화 (x1-1화) | TV 드라마 로케 살인사건 ＴＶドラマロケ殺人事件 | 드라마 촬영장 살인사건 | 1996년 6월 24일 | 2014년 1월 7일 | 오리지널 ep5 | 요코(오소라) 덕분에 드라마 촬영에 함께 하게 된 코난, 코고로(유명한), 란(유미란)에게 일어난 에피소드. (한) 미방영x 방영시작. | | | | |
| 22 | 919화(대1-5화) | 호화여객선 연속 살인사건(전편) 豪華客船連続殺人事件(前編) | 호화여객선 연쇄 살인사건(전편) | 1996년 7월 1일 | 2021년 7월 7일 | 3권 File 1~6 | 정기선을 놓친 코난, 란, 코고로는 하타모토 가의 전세 여객선에 얻어타게 되었다. 선내에서는 결혼식을 올린지 얼마 안 된 나츠에와 의기투합하고 저녁식사에 초대받는다. 그러나 총수인 고조가 좀처럼 나타나지 않는다. 그 때 집사의 비명이 울려퍼졌다. 고조가 괴한에 의해 찔려죽은 것이었다. 게다가, 방은 밀실이었다. 복도에 떨어졌던 꽃으로부터 신랑인 타케시가 의심받아 창고에 감금되고 만다. 갑판에서 란이 상심한 나츠에를 달래고 있을 때, 코난은 섬뜩한 소리에 깨닫는다. 달려가보니 이번에는 타츠오가 살해당해 있었다. 타케시가 창고에서 사라지고 하타모토 가의 사람들은 일족 말살의 공포에 떨게 된다! TV판 최초의 전후편 분리 에피소드. 후편의 여는 곡이 전편 줄거리 영상으로 대체되었다. | | | | |
| 23 | 920화(대1-6화) | 호화여객선 연쇄 살인사건(후편) 豪華客船連続殺人事件(後編) | 호화여객선 연속 살인사건(후편) | 1996년 7월 8일 | 2021년 7월 7일 | 3권 File 1~6 | 정기선을 놓친 코난, 란, 코고로는 하타모토 가의 전세 여객선에 얻어타게 되었다. 선내에서는 결혼식을 올린지 얼마 안 된 나츠에와 의기투합하고 저녁식사에 초대받는다. 그러나 총수인 고조가 좀처럼 나타나지 않는다. 그 때 집사의 비명이 울려퍼졌다. 고조가 괴한에 의해 찔려죽은 것이었다. 게다가, 방은 밀실이었다. 복도에 떨어졌던 꽃으로부터 신랑인 타케시가 의심받아 창고에 감금되고 만다. 갑판에서 란이 상심한 나츠에를 달래고 있을 때, 코난은 섬뜩한 소리에 깨닫는다. 달려가보니 이번에는 타츠오가 살해당해 있었다. 타케시가 창고에서 사라지고 하타모토 가의 사람들은 일족 말살의 공포에 떨게 된다! TV판 최초의 전후편 분리 에피소드. 후편의 여는 곡이 전편 줄거리 영상으로 대체되었다. | | | | |
| 24 | 19화 | 수수께끼 미녀의 기억상실 사건 謎の美女記憶喪失事件 | 잃어버린 기억을 찾아라! | 1996년 7월 15일 | 2000년 3월 13일(K) 2025년 2월 1일(투) | 오리지널 ep6 | 모리 코고로(유명한)가 위험에 처한 에피소드. 코난의 추리로 코고로가 목숨을 건지게 된다. | | | | |
| 25 | 20화 | 거짓 몸값 유괴사건 偽りの身代金誘拐事件 | 수수께끼의 다이빙 | 1996년 7월 22일 | 2000년 3월 14일(K) 2025년 2월 1일(투) | 오리지널 ep7 | 추격전 끝에 바다에 차가 추락한 후 홀연히 사라진 유괴범이 다시 경찰 없이 몸값을 요구하는 에피소드. 다이빙 도구가 힌트. | | | | |
| 26 | 21화 | 애견 존 살인사건 愛犬ジョン殺人事件 | 누명을 쓴 개(KBS) 반려견 존 살인 사건(투니버스) | 1996년 7월 29일 | 2000년 3월 20일(K) 2025년 2월 8일(투) | 오리지널 ep8 | 자신의 아들을 왕따시켜 죽였음에도 전혀 반성의 기미가 없는 자를 개의 조건반사를 이용하여 죽이는 에피소드. 타카기 와타루 (신형선) 등장. | | | | |
| 두 번째 닫는곡 : 미궁의 Lovers | | | | | | | | | | | |
| 27 | 921화(대 1-7) | 코고로의 동창회 살인사건 (전편) 小五郎の同窓会殺人事件(前編) | 코고로의 동창회 살인사건 (전편) | 1996년 8월 5일 | 2021년 7월 14일 | 9권 File 4~6 | 온천 마을에서 모인 코고로(유명한) 동창회에서 먼저 방에 들어간 여자 동창이 불꽃놀이 후 총살당한 채 발견되는 에피소드. 일본 혼탕문화와 불꽃놀이 축제를 볼 수 있다. (일) 두 번째 닫는곡 시작. | | | | |
| 28 | 922화(대 1-8화) | 코고로의 동창회 살인사건 (후편) 小五郎の同窓会殺人事件(後編) | 코고로의 동창회 살인사건(후편) | 1996년 8월 12일 | 2021년 7월 14일 | 9권 File 4~6 | 23회처럼 오프닝 영상이 전편 영상으로 대체. 코고로(유명한)가 사건을 몸소 해결한 에피소드. | | | | |
| 29 | 22화 | 컴퓨터 살인사건 コンピューター殺人事件 | 위험한 컴퓨터 | 1996년 8월 19일 | 2000년 3월 21일(K) 2025년 2월 8일(투) | 오리지널 ep9 | 컴퓨터를 통한 살인사건을 동물(고양이)을 통해 해결한 에피소드. | | | | |
| 30 | 23화 | 알리바이 증언 살인사건 アリバイ証言殺人事件 | 자동 응답기의 비밀 | 1996년 8월 26일 | 2000년 3월 27일(K) 2025년 2월 15일(투) | 오리지널 ep10 | 모리 탐정에게 사건을 의뢰한 변호사의 아내가 나중에 변호사에 의해 살해당한 것을 밝히는 에피소드. 일본판에서 피해자가 변호사의 아내였는데 kbs판에서 애인으로 변경. | | | | |
| 두 번째 여는곡 : Feel Your Heart | | | | | | | | | | | |
| 31 | 24화 | 방송국 살인사건 テレビ局殺人事件 | 방송국에서 생긴 일 | 1996년 9월 2일 | 2000년 3월 28일(K) 2025년 2월 15일(투) | 11권 File 2~4 | 코고로(유명한)의 추리프로 게스트 섭외로 방송국에 가게 된 코난 일행에게 생긴 에피소드. (일) 두 번째 여는곡 시작. | | | | |
| 32 | 25화 | 커피숍 살인사건 コーヒーショップ殺人事件 | 미란이의 외출 | 1996년 9월 9일 | 2000년 4월 3일(K) 2025년 2월 22일(투) | 11권 File 5~7 | 누구를 만나기 위해 외출한 란(미란)을 추적하기 위해 커피샵에 같이 간 코난에게 일어난 에피소드. 란(미란)의 엄마인 키사키 에리(노애리) 등장. | | | | |
| 33 | 26화 | 탐정단 서바이벌 사건 探偵団サバイバル事件 | 박사님의 보물지도(K) 어린이 탐정단 서바이벌 사건(투) | 1996년 10월 14일 | 2000년 4월 4일(K) 2025년 2월 22일(투) | 오리지널 ep11 | 보물지도를 가지고 모험을 떠나는 소년(어린이) 탐정단 에피소드. (한) 투니버스 재더빙판 part 1 종료. | | | | |
| 34 | 924화(대 1-9화) | 산장 붕대남 살인사건 (전편) 山荘包帯男殺人事件(前編) | 산장 붕대 남자 살인사건(전편) | 1996년 10월 21일 | 2021년 7월 21일 | 5권 File 1~5 | 소노코의 별장에 초대된 코난과 란은 현수교에서 얼굴에 붕대를 감은 남자를 본다. 별장의 초대객에 짐작 가는 사람은 없었다. 하지만 란은 숲 속에서 붕대남에게 하마터면 살해당할 뻔하게 된다. 경찰에 신고하려고 하지만, 전화선과 현수교가 절단됐다. 별장에 고립되어 머뭇거리는 사람들의 앞에 치카코를 감싼 붕대남이 모습을 보인다. 뒤를 쫓아 숲으로 들어가는 남자들. 그러나 그곳에서 발견한 것은 토막난 치카코의 시체였다!! 공포에 떨면서도 문단속을 하고, 각각의 방에서 쉬는 사람들. 심야, 코난과 란의 방에 붕대남이 다시 나타났다. 표적이 된 것은 또 다시 란이었다! | | | | |
| 35 | 925화(대1-10화) | 산장 붕대남 살인사건 (후편) 山荘包帯男殺人事件(後編) | 산장 붕대 남자 살인사건(후편) | 1996년 10월 28일 | 2021년 7월 21일 | 5권 File 1~5 | 소노코의 별장에 초대된 코난과 란은 현수교에서 얼굴에 붕대를 감은 남자를 본다. 별장의 초대객에 짐작 가는 사람은 없었다. 하지만 란은 숲 속에서 붕대남에게 하마터면 살해당할 뻔하게 된다. 경찰에 신고하려고 하지만, 전화선과 현수교가 절단됐다. 별장에 고립되어 머뭇거리는 사람들의 앞에 치카코를 감싼 붕대남이 모습을 보인다. 뒤를 쫓아 숲으로 들어가는 남자들. 그러나 그곳에서 발견한 것은 토막난 치카코의 시체였다!! 공포에 떨면서도 문단속을 하고, 각각의 방에서 쉬는 사람들. 심야, 코난과 란의 방에 붕대남이 다시 나타났다. 표적이 된 것은 또 다시 란이었다! | | | | |
| 대한민국 1기 : 2025년 4월 26일~ 투니버스 Part 2 (토 20:00~21:00,) | | | | | | | | | | | |
| 36 | 27화 | 월요일 밤 7시 30분 살인 사건 月曜夜７時30分殺人事件 | 월요일 밤의 수수께끼 | 1996년 11월 4일 | 2000년 4월 10일 | 오리지널 ep12 | 아유미(아름)를 통해 시간상 알리바이를 만들려 했던 치과의사의 트릭을 간파하는 에피소드. (한) 투니버스 재더빙판 part 2 시작. | | | | |
| 37 | 28화 | 선인장 꽃 살인사건 サボテンの花殺人事件 | 추억의 선인장 | 1996년 11월 11일 | 2000년 4월 11일 | 오리지널 ep13 | 살인 복수극을 진행하려던 어느 여성의 범행 의지를 눈치챈 코난이 선인장으로 살인 복수극을 막은 에피소드. | | | | |
| 38 | 29화 | 적귀촌 불 축제 살인사건 赤鬼村火祭殺人事件 | 사진 속의 단서(K) 주양 마을 불 축제 살인사건(투) | 1996년 11월 18일 | 2000년 4월 17일 | 2권 File 1~3 | 오랜만에 들어온 일을 끝내고 기분 좋은 코고로. 보수는 사흘간의 미행만으로는 파격적인 50만엔. 하지만 미행하고 있던 남자 네기시가 소사체로 발견됐다는 뉴스에 놀란다. 코고로가 경찰서에 가보니 의뢰인인 아베를 만난다. 무려 네기시에는 거액의 보험금이 걸려 있으며, 수취인은 아베였다!! 비싼 보수와 보험금. 범인은 아베밖에 없다고 확신한 코고로. 그러나 그는 범행 가능 시간에 사원 여행을 갔다는 알리바이가 있었다. 무죄를 증명하는 아베의 사진과 네기시의 미행 사진... 그런데, 코난은 알리바이 트릭을 간파할 사진 한 장을 찾아냈다! | | | | |
| 39 | 568화 (x1-2화) | 자산가 영애 살인사건 (전편) 資産家令嬢殺人事件(前編) | 부잣집 외동딸 살인사건 (전편) | 1996년 11월 25일 | 2014년 1월 7일 | 9권 File 7~10권 File 1 | 갑부집 딸과 함께 별장에 남아 있는 사람들이 겪는 익사 에피소드. 란(미란)이 익사할 뻔함. | | | | |
| 40 | 569화 (x1-3화) | 자산가 영애 살인사건 (후편) 資産家令嬢殺人事件(後編) | 부잣집 외동딸 살인사건 (후편) | 1996년 12월 2일 | 2014년 1월 14일 | 9권 File 7~10권 File 1 | 물에 젖은 셔츠가 힌트가 되어 사건이 해결되는 에피소드. 익사의 이유를 범인이 해명함. | | | | |
| 41 | 30화 | 우승 깃발 절단 사건 優勝旗切り裂き事件 | 찢어진 우승기(K) 우승기 난도질 사건(투) | 1996년 12월 9일 | 2000년 4월 18일 | 오리지널 ep14 | 고교 야구대회 우승기를 찢은 범인을 찾는 에피소드. 키와 손의 위치 등으로 사건이 해결된다. | | | | |
| 42 | 928화(대 1-13) | 가라오케 박스 살인사건 カラオケボックス殺人事件 | 노래방 살인사건 | 1996년 12월 16일 | 2021년 8월 4일 | 5권 File 6~9 | 소노코에게 이끌려 란과 코난은 인기 록 밴드 "렉스"의 연회에 참가한다. 라이브 직후라, 기분이 들뜬 멤버들 가운데 보컬인 타츠야는 폭언만 내뱉고 있다. 화가 난 코난이 그를 노려보니 그는 왠지 착잡한 표정을 짓고 있었다. 이윽고 타츠야는 흥행곡인 "피투성이의 여신"을 부른다. 노래를 마치고 주먹밥을 입에 머금은 순간 피를 토하고 갑자기 죽고 말았다. 수사가 진행되면서 타츠야의 자살을 뒷받침하는 증거가 속속 발견된다. 유품 중에서, 코난은 한 장의 사진에 주목했다. 그 뒷장에 적힌 가사에서 이끌어 낸 답은 슬픈 진상이었다. | | | | |

## 목록 (1997) / 043화~085화
| 43                                    | 31화             | 에도가와 코난 유괴 사건 江戸川コナン誘拐事件                     | 가짜 엄마 소동(K) 코난 유괴 사건(투)          | 1997년 1월 13일  | 2000년 4월 24일 | 5권 File 10~6권 File 1   | 에도가와 후미요라는 이름의 낯선 여자가 나타났다. 엄마라는 그녀의 말을 란과 코고로는 믿고 코난은 억지로 끌려간다. 코난의 정체를 아는 후미요가 검은 양복의 사나이들의 동료라고 직감하고 달아나지만 다시 붙잡히고 만다.... 정신을 차려보니 낡은 집에 감금당한 코난. 후미요랑 가면남의 이야기가 들린다. 내용은 코난의 몸을 작아지게 만든 약에 대한 일이었다. 거래 상대에게 먹이고 거래 상대를 처리하고 또 코난까지 죽이겠다는 것이다. 발췌된 신문을 단서로 찾아낸 거래 장소는 베이카 호텔이었다! 살인을 막고 약을 구하기 위해, 코난은 현장으로 갔다. 신이치(남도일)의 부모인 쿠도 유사쿠(남건), 쿠도 유키코(이하연) 등장.                                                               |
| 44                                    | 32화             | 홋타 삼 형제 살인사건 堀田三兄弟殺人事件                         | 생일파티의 비극(K) 전 씨 삼 남매 살인사건(투) | 1997년 1월 20일  | 2000년 4월 25일 | 오리지널 ep15            | 과거의 사건으로 인해 생일날 폭발사고로 죽게 되는 사장의 에피소드. 코난의 기지로 사장의 딸이 죽음을 면하게 된다. |
| 45                                    | 33화             | 얼굴 팩 살인 사건 顔パック殺人事件                               | 하얀얼굴의 비밀                               | 1997년 1월 27일  | 2000년 5월 1일  | 오리지널 ep16            | 얼굴팩을 쓰고 죽은 여사장을 살해한 범인을 찾는 에피소드. 립스틱과 얼굴팩이 사건의 힌트. |
| 46                                    | 929화(대 1-14화) | 설산 산장 살인사건 雪山山荘殺人事件                              | 설산 산장 살인사건                            | 1997년 2월 3일   | 2021년 8월 4일  | 10권 File 9~11권 File 1  | 고립된 산장에서 어느 대학 교수가 허파에 구멍이 뚫려 죽음을 맞이하는 에피소드. 일본식 장기가 힌트. |
| 47                                    | 34화             | 스포츠클럽 살인 사건 スポーツクラブ殺人事件                      | 달빛 속의 다이빙                              | 1997년 2월 10일  | 2000년 5월 2일  | 오리지널 ep17            | 스포츠 클럽에 소속된 다이빙 선수의 자살로 위장된 살인 에피소드. 모자와 귀걸이가 힌트. |
| 48                                    | 35화             | 외교관 살인 사건 (전편) 外交官殺人事件(前編)                     | 돌아온 남도일 (전편)                          | 1997년 2월 17일  | 2000년 5월 8일  | 10권 File 2~6            | 외교관 독살사건 에피소드. 핫토리 헤이지(하인성) 등장. 코난이 감기에 걸려 헤이지(하인성)가 준 고량주를 마셔 이상 증상. |
| 49                                    | 36화             | 외교관 살인 사건 (후편) 外交官殺人事件(後編)                     | 돌아온 남도일 (후편)                          | 1997년 2월 24일  | 2000년 5월 9일  | 10권 File 2~6            | 오프닝 영상이 전편 영상으로 대체. 코난이 신이치(남도일)로 돌아와 사건을 해결하고 핫토리 헤이지(하인성)와의 대결에서 승리하나 다시 코난으로 돌아감. |
| 50                                    | 37화             | 도서관 살인 사건 図書館殺人事件                                  | 도서관 괴담                                   | 1997년 3월 3일   | 2000년 5월 15일 | 10권 File 7~8            | 숙제를 하러 간 도서관에서 실종된 직원과 관련된 관장과 쫓고 쫓기는 소년(어린이) 탐정단 에피소드. 코난이 신이치(남도일)가 되기 위해 다시 빼갈을 마시나 실패. 한국판에선 코난이 술을 먹고 주정을 피우는 장면이 편집. 이후 애니맥스에서 재더빙한 방영분에서는 편집되지 않고 그대로 방영되었다. |
| 51                                    | 38화             | 골프 연습장 살인 사건 ゴルフ練習場殺人事件                       | 골프연습장 폭파사건!                          | 1997년 3월 10일  | 2000년 5월 16일 | 오리지널 ep18            | 골프 세트를 이용해 폭발 사고로 위장한 살인사건 에피소드. 코난이 시커멓게 그을린 골프공을 통해 사건을 해결하나 사건으로 인해 코난 일행이 학교에 지각한다. |
| 세 번째 닫는곡 : 빛과 그림자의 로망   |                  |                                                                  |                                               |                  |                 |                          | |
| 52                                    | 931화(대 1-15화) | 안개 요괴 전설 살인사건 霧天狗伝説殺人事件                       | 안개 텐구 전설 살인 사건(전편)                | 1997년 3월 17일  | 2021년 8월 11일 | 11권 File 8~10           | 1시간 스페셜 방영. 물리적 트릭을 사용한 살인 에피소드. 소형 스피커 아이템 등장. 스님도 결혼하는 일본문화를 볼 수 있음. (일) 세 번째 닫는 곡 시작. |
| 52                                    | 932화(대 1-16화) | 안개 요괴 전설 살인사건 霧天狗伝説殺人事件                       | 안개 텐구 전설 살인 사건(후편)                | 1997년 3월 17일  | 2021년 8월 11일 | 11권 File 8~10           | 1시간 스페셜 방영. 물리적 트릭을 사용한 살인 에피소드. 소형 스피커 아이템 등장. 스님도 결혼하는 일본문화를 볼 수 있음. (일) 세 번째 닫는 곡 시작. |
| 세 번째 여는곡 : 수수께끼             |                  |                                                                  |                                               |                  |                 |                          | |
| 53                                    | 39화             | 의문의 흉기 살인 사건 謎の凶器殺人事件                           | 흉기를 찾아라                                 | 1997년 4월 7일   | 2000년 5월 22일 | 오리지널 ep19            | 코난이 코고로(유명한)를 마취시키지 않고 힌트를 줘서 코고로(유명한)가 해결하게 만듦. 낚시대를 이용한 살인사건. (일) 세 번째 여는 곡 시작. |
| 54                                    | 40화             | 게임회사 살인 사건 ゲーム会社殺人事件                            | 뒤바뀐 가방                                   | 1997년 4월 14일  | 2000년 5월 23일 | 12권 File 4~6            | 가방 폭발사고로 검은 조직원의 예견치 않은 죽음. 코난으로 변신 이후 처음으로 검은 조직원을 만나게 됨. |
| 55                                    | 41화             | 열차 트릭 살인 사건 列車トリック殺人事件                         | 위험한 기차여행                               | 1997년 4월 21일  | 2000년 5월 29일 | 오리지널 ep20            | 시간차가 나는 열차 사이의 살인과 관련된 범인의 알리바이와 속임수를 해결하는 에피소드. |
| 56                                    | 42화             | 청소회사 살인 사건 おじゃマンボウ殺人事件                        | 진실의 거울                                   | 1997년 4월 28일  | 2000년 5월 30일 | 오리지널 ep21            | 거울을 통해 살인을 저지른 범인이 거울 역할을 한 창문을 통해 발각되는 에피소드. |
| 57                                    | 43화             | 홈즈 마니아 살인 사건 (전편) ホームズ・フリーク殺人事件(前編)    | 추리여행에서 생긴 일 (상편)                   | 1997년 5월 5일   | 2000년 6월 5일  | 12권 File 7~13권 File 1  | 코난에 의해 셜록홈즈 팬들이 참가하는 추리여행에 가게 된 코난, 란(미란), 코고로(유명한)에게 발생하는 살인 에피소드. 함께 참여한 핫토리 헤이지(하인성)가 코난에 대해 수상쩍게 여기다. |
| 58                                    | 44화             | 홈즈 마니아 살인 사건 (후편) ホームズ・フリーク殺人事件(後編)    | 추리여행에서 생긴 일 (하편)                   | 1997년 5월 12일  | 2000년 6월 12일 | 12권 File 7~13권 File 1  | 자신의 정체가 발각될 것을 염려해 핫토리 헤이지(하인성)을 마취시켜 사건을 해결. 헤이지(하인성)가 코난이 신이치(남도일)라는 것을 눈치챈다. |
| 59                                    | 45화             | 첫 심부름 살인 사건 初めてのお使い殺人事件                       | 시장놀이를 조심하세요!                        | 1997년 5월 19일  | 2000년 6월 13일 | 오리지널 ep22            | 시장놀이에 참가한 아이가 위험에 빠지게 되는 에피소드. 소년(어린이) 탐정단이 압사의 위기를 넘어 대활약. |
| 60                                    | 933화(대 1-17화) | 일러스트레이터 살인사건 イラストレーター殺人事件                 | 일러스트레이터 살인사건                       | 1997년 5월 26일  | 2021년 8월 18일 | 13권 File 5~7            | 자기와 염문이 있던 신인 일러스트레이터를 죽이고 자살로 위장하려 한 화가의 속임수를 밝혀내는 에피소드. |
| 61                                    | 934화(대 1-18화) | 유령선 살인사건(전편) 幽霊船殺人事件(前編)                       | 유령선 살인사건(전편)                         | 1997년 6월 2일   | 2021년 8월 18일 | 오리지널 ep23            | 유령선이 발견된 섬에 초대된 모리 코고로(유명한)가 살인 누명을 쓰게 되는 에피소드. |
| 62                                    | 936화(대 1-19화) | 유령선 살인사건(후편) 幽霊船殺人事件(後編)                       | 유령선 살인사건(후편)                         | 1997년 6월 9일   | 2021년 8월 25일 | 오리지널 ep23            | 코난이 이장의 딸과 함께 수군의 동굴을 탐험하면서 살인 사건의 범인과 보물의 위치를 밝혀 내는 에피소드. |
| 63                                    | 46화             | 대괴수 고메라 살인 사건 大怪獣ゴメラ殺人事件                     | 고메라의 비밀                                 | 1997년 6월 16일  | 2000년 6월 19일 | 13권 File 8~10           | 고메라 촬영장에 간 소년(어린이) 탐정단이 겪는 살인사건 에피소드. 코난이 브라운 박사와 입을 맞춰서 범인과 속임수를 밝힘. |
| 64                                    | 47화             | 제3의 지문 살인 사건 第3の指紋殺人事件                           | 제3의 지문                                    | 1997년 6월 23일  | 2000년 6월 20일 | 오리지널 ep24            | 범죄자를 살해한 것을 사고로 위장하려던 코고로(유명한)의 선배 형사의 속임수를 권총의 제 3 지문을 통해 밝혀낸 에피소드. 에필로그에서 비디오 케이스에 숨겨 놓은 코고로(유명한)의 단란주점 사진 발각은 한국판에선 삭제됨. |
| 65                                    | 48화             | 게와 고래 유괴 사건 カニとクジラ誘拐事件                         | 꽃게를 찾아라                                 | 1997년 6월 30일  | 2000년 6월 26일 | 오리지널 ep25            | 유괴된 아이가 표현한 게와 고래를 통해서 유괴범과 아이를 추적하는 에피소드. 번호판까지 교환한 유괴범의 치밀한 범죄행각과 어린 아이의 입장에서 사건을 해결해 유괴범에게서 아이를 구하는 코난의 활약상이 나타난다. |
| 66                                    | 49화             | 어두운 길 살인 사건 暗闇の道殺人事件                             | 어둠 속의 빛                                  | 1997년 7월 7일   | 2000년 6월 27일 | 오리지널 ep26            | 27~28화 코고로(유명한)동창회 살인사건 에피소드 때 등장했던 오무라(이민규) 재등장 (한국판은 첫등장). 오무라(이민규)의 아파트 바로 아래에서 어두운 밤중에 죽은 대학생의 살인사건의 속임수를 밝혀내는 에피소드. |
| 67                                    | 50화             | 무대 여배우 살인 사건 舞台女優殺人事件                           | 비운의 여배우                                 | 1997년 7월 14일  | 2000년 7월 3일  | 오리지널 ep27            | 연극 리허설 도중 독살당한 여배우 살인사건을 추적하는 에피소드. 코난이 코고로(유명한)대신 코고로(유명한)의 스승이자 왕년의 유명 탐정이었던 시오타 헤이하치로(김수택)를 마취시키고 사건 해결. |
| 68                                    | 570화 (X1-4화)   | 나이트 바론 살인사건 (사건 편) 闇の男爵(ﾅｲﾄﾊﾞﾛﾝ)殺人事件(事件篇) | 어둠의 남작 살인사건 (사건편)                 | 1997년 7월 21일  | 2014년 1월 14일 | 8권 File 2~7             | 코난, 란, 코고로는 "이즈 미스터리 투어"에 왔다. 어둠의 남작으로 변장한 주최자를 찾아내면 숙박비가 공짜인 데다가 극비 프로그램까지도 손에 넣을 수 있다는 취지였다. 참가자들은 모두 컴퓨터와 관계 있는 사람들 투성이였다. 이윽고 어둠의 남작이 추락해, 동상에 꽂혀서 호텔이 어수선해 진다. 어둠의 남작으로 변장한 사람은 에하라였다. 남작의 복장은 누군가가 입혀진 듯했고, 상황으로부터 타살이라고 확신하는 코난. 수사가 진행되고 투어 참가자는 알리바이가 없고 모두 에하라를 미워했다는 것을 알게 된다. 누구나 의심스러운 가운데 다시 남작이 모습을 드러낸다. 남작을 맞딱뜨린 코난과 란은 어떤 인물을 의심한다... TV판 최초 3부작 에피소드. 첫 번째 극장판 -시한장치의 마천루- 언급. |
| 69                                    | 571화 (X1-5화)   | 나이트 바론 살인사건 (의혹 편) 闇の男爵(ﾅｲﾄﾊﾞﾛﾝ)殺人事件(疑惑篇) | 어둠의 남작 살인사건 (의혹편)                 | 1997년 7월 28일  | 2014년 1월 21일 | 8권 File 2~7             | 코난, 란, 코고로는 "이즈 미스터리 투어"에 왔다. 어둠의 남작으로 변장한 주최자를 찾아내면 숙박비가 공짜인 데다가 극비 프로그램까지도 손에 넣을 수 있다는 취지였다. 참가자들은 모두 컴퓨터와 관계 있는 사람들 투성이였다. 이윽고 어둠의 남작이 추락해, 동상에 꽂혀서 호텔이 어수선해 진다. 어둠의 남작으로 변장한 사람은 에하라였다. 남작의 복장은 누군가가 입혀진 듯했고, 상황으로부터 타살이라고 확신하는 코난. 수사가 진행되고 투어 참가자는 알리바이가 없고 모두 에하라를 미워했다는 것을 알게 된다. 누구나 의심스러운 가운데 다시 남작이 모습을 드러낸다. 남작을 맞딱뜨린 코난과 란은 어떤 인물을 의심한다... TV판 최초 3부작 에피소드. 첫 번째 극장판 -시한장치의 마천루- 언급. |
| 70                                    | 572화 (X1-6화)   | 나이트 바론 살인사건 (해결 편) 闇の男爵(ﾅｲﾄﾊﾞﾛﾝ)殺人事件(解決篇) | 어둠의 남작 살인사건 (해결편)                 | 1997년 8월 4일   | 2014년 1월 21일 | 8권 File 2~7             | 코난, 란, 코고로는 "이즈 미스터리 투어"에 왔다. 어둠의 남작으로 변장한 주최자를 찾아내면 숙박비가 공짜인 데다가 극비 프로그램까지도 손에 넣을 수 있다는 취지였다. 참가자들은 모두 컴퓨터와 관계 있는 사람들 투성이였다. 이윽고 어둠의 남작이 추락해, 동상에 꽂혀서 호텔이 어수선해 진다. 어둠의 남작으로 변장한 사람은 에하라였다. 남작의 복장은 누군가가 입혀진 듯했고, 상황으로부터 타살이라고 확신하는 코난. 수사가 진행되고 투어 참가자는 알리바이가 없고 모두 에하라를 미워했다는 것을 알게 된다. 누구나 의심스러운 가운데 다시 남작이 모습을 드러낸다. 남작을 맞딱뜨린 코난과 란은 어떤 인물을 의심한다... TV판 최초 3부작 에피소드. 첫 번째 극장판 -시한장치의 마천루- 언급. |
| 네 번째 닫는곡 : 그대가 없는 여름     |                  |                                                                  |                                               |                  |                 |                          | |
| 71                                    | 51화             | 스토커 살인 사건 ストーカー殺人事件                              | 스토커의 최후                                 | 1997년 8월 11일  | 2000년 7월 4일  | 오리지널 ep28            | 스토커를 독살시킨 범인의 범죄 사실을 드링크 병의 차이로 밝혀내는 에피소드. (일) 네 번째 닫는 곡 시작. |
| 72                                    | 52화             | 세쌍둥이 별장 살인 사건 三つ子別荘殺人事件                       | 세 명의 용의자                                | 1997년 8월 18일  | 2000년 7월 10일 | 13권 File 2~4            | 소노코(정보라) 별장의 이웃이자 소노코(정보라) 언니의 시아버지가 될 피해자의 용의자로 주목된 세 쌍둥이 형제 중 진범을 찾아내는 에피소드. 한국에선 피해자와 용의자들의 관계가 아버지에서 아버지의 유산을 관리하는 아저씨로 변경. (한) 투니버스 재더빙판 part 2 종료. |
| 73                                    | 53화             | 소년 탐정단 조난 사건 少年探偵団遭難事件                         | SOS 구출작전                                  | 1997년 8월 25일  | 2000년 7월 11일 | 오리지널 ep29            | 구조신호를 보낸 재벌 2세의 애인을 구하러 간 소년(어린이) 탐정단이 조난당해 밀물로 인한 익사 위기에 빠지는 에피소드. |
| 74                                    | 54화             | 사신 진나이 살인 사건 死神陣内殺人事件                           | 죽음의 사자                                   | 1997년 9월 1일   | 2000년 7월 18일 | 오리지널 ep30            | 영화 '죽음의 사자'의 등장 영화배우에게 영화처럼 살인 예고장을 보내고 살인을 실행한 죽음의 사자를 밝혀 내는 에피소드. |
| 75                                    | 937화(대 1-23화) | 금융회사 사장 살인사건 金融会社社長殺人事件                      | 금융 회사 사장 살인 사건                      | 1997년 9월 8일   | 2021년 9월 8일  | 15권 File 7~9            | 코고로(유명한)와 같이 마작을 하기로 했던 고리대금업 사장이 직원 3명 중 누군가가 발라놓은 독에 중독돼 살해당하는 에피소드. |
| 76                                    | 55화             | 코난 대 괴도 키드 コナンVS怪盗キッド                             | 코난 대 괴도키드 (상편)                       | 1997년 9월 22일  | 2000년 7월 24일 | 16권 File 6~9            | 일본에선 TV 스페셜, 한국에선 상,하로 분리 방영. 소노코(정보라)의 가보인 블랙스타를 차지하려는 전설의 도둑 '괴도 키드'와 이를 막으려는 코난의 두뇌 싸움. 괴도 키드(쿠로바 카이토,고희도), 나카모리 아오코(임청아), 나카모리 긴조(신형선 혹은 임은삼), 스즈키 시로(정운영), 차키 신타로(김종걸 혹은 차기태) 등장. |
| 76                                    | 56화             | 코난 대 괴도 키드 コナンVS怪盗キッド                             | 코난 대 괴도키드 (하편)                       | 1997년 9월 22일  | 2000년 7월 25일 | 16권 File 6~9            | 일본에선 TV 스페셜, 한국에선 상,하로 분리 방영. 소노코(정보라)의 가보인 블랙스타를 차지하려는 전설의 도둑 '괴도 키드'와 이를 막으려는 코난의 두뇌 싸움. 괴도 키드(쿠로바 카이토,고희도), 나카모리 아오코(임청아), 나카모리 긴조(신형선 혹은 임은삼), 스즈키 시로(정운영), 차키 신타로(김종걸 혹은 차기태) 등장. |
| 77                                    | 57화             | 명문가 연속 변사 사건 (전편) 名家連続変死事件(前編)              | 공포의 대저택 (상편)                          | 1997년 10월 20일 | 2000년 7월 31일 | 15권 File 10~16권 File 3 | 사람찾기 의뢰를 한 회장의 저택에서 자신과 앙숙인 매형을 죽이고 연못에서 자살한 것으로 추정되는 회장의 아들에 대해 코난과 헤이지(하인성)가 의문을 품는 에피소드. 핫토리 헤이조(하철규) 등장. |
| 78                                    | 58화             | 명문가 연속 변사 사건 (후편) 名家連続変死事件(後編)              | 공포의 대저택 (하편)                          | 1997년 10월 27일 | 2000년 8월 1일  | 15권 File 10~16권 File 3 | 헤이지(하인성)와 코난이 협력해서 사건을 해결하는 에피소드. 이 사건으로 살해당한 사람도 트릭의 하나임을 보여준 에피소드. |
| 79                                    | 59화             | 은행 강도 살인 사건 銀行強盗殺人事件                             | 휴대폰의 비밀                                 | 1997년 11월 3일  | 2000년 8월 7일  | 오리지널 ep31            | 휴대폰 발신음을 통해 은행강도를 죽인 은행직원이 우발적인 과실치사가 아닌 공범이 탄로될 것이 두려워 살인한 것임을 증명한 에피소드. |
| 80                                    | 60화             | 방랑 화가 살인 사건 放浪画家殺人事件                             | 은행잎의 단서                                 | 1997년 11월 10일 | 2000년 8월 8일  | 오리지널 ep32            | 기억상실증에 걸린 방랑화가가 병원을 탈출한 후 다리 밑에서 변사체로 발견, 탐정단 일행이 방랑화가의 정체를 스케치와 은행잎을 단서로 파헤치는 에피소드. |
| 81                                    | 938화(대 1-24화) | 인기그룹 납치사건 (전편) 人気アーティスト誘拐事件(前編)          | 인기 아티스트 납치 사건 (전편)                | 1997년 11월 17일 | 2021년 9월 8일  | 15권 File 4~6            | 코난의 성우가 보컬로 있는 TWO-MIX 멤버들이 괴한에게 납치당하는 에피소드. TWO-MIX 멤버가 애니화돼서 등장하며 타카야마 미나미가 코난 목소리를 연기하는 것을 이용한 세모의 개그 발언-"코난과 미나미씨 목소리가 똑같아요."-도 눈길. 코난의 처참한 노래 실력이 드러난다. |
| 82                                    | 940화(대 1-25화) | 인기그룹 납치사건 (후편) 人気アーティスト誘拐事件(後編)          | 인기 아티스트 납치 사건 (후편)                | 1997년 11월 24일 | 2021년 9월 15일 | 15권 File 4~6            | 소년(어린이) 탐정단이 TWO-MIX를 구출하고 그들과 함께 무도관에서 노래를 부르는 에피소드. 타카야마 미나미의 실제 노래 실력과 코난 역의 음치 연기를 비교하며 볼 수 있다. TWO-MIX의 'Break'가 삽입곡인 동시에 사건 해결의 열쇠. |
| 83                                    | 61화             | 종합병원 살인 사건 総合病院殺人事件                              | 그림자 속임수                                 | 1997년 12월 1일  | 2000년 8월 14일 | 오리지널 ep33            | 부상으로 입원한 코고로(유명한)가 비가 올때마다 병실 건너편에 보이는 살인 현장을 추격하다가 범인으로 몰리는 에피소드. |
| 다섯 번째 닫는곡 : 바라는게 하나 있어 |                  |                                                                  |                                               |                  |                 |                          | |
| 84                                    | 62화             | 스키 산장 살인 사건 (전편) スキーロッジ殺人事件(前編)            | 산장의 수수께끼 (상편)                        | 1997년 12월 8일  | 2000년 8월 21일 | 14권 File 9~15권 File 3  | 란(미란)과 소노코(보라)의 전 담임을 따라 산장에 가게 된 코난 일행에게 벌어지는 산장 살인 에피소드. 소노코(보라)가 죽을 뻔 하고, 습격을 당하거나 살해된 세명의 손등에 3년 전 사건과 연관된 죽은 여자애의 이름이 적혀 있다. 원작에선 소학교 선생님이었던 반면에 한국판에선 중학교 선생님으로 변경됐다. (일) 다섯 번째 닫는 곡 시작. |
| 85                                    | 63화             | 스키 산장 살인 사건 (후편) スキーロッジ殺人事件(後編)            | 산장의 수수께끼 (하편)                        | 1997년 12월 15일 | 2000년 8월 22일 | 14권 File 9~15권 File 3  | 소노코(보라)가 계속 의식을 잃었기 때문에 코난이 란(미란)에게 귀고리 휴대폰을 사용하여 란(미란)에게 사건을 해결하도록 만든 에피소드. 란(미란)이 눈물을 흘리며 자신의 옛 소학교(중학교) 담임 선생님을 범인으로 지목한다. |

## 목록 (1998) / 086화~128화
| 86 | 64화           | 유괴 현장 특정사건 誘拐現場特定事件                                         | 뜨거운 부정                           | 1998년 1월 12일  | 2000년 8월 28일  | 특별편 1권 File 2        | 무전기를 통해 우연히 불법도청을 하게 된 소년(어린이) 탐정단은 유괴범이 피해자 아버지를 협박하여 험한 꼴을 보이는 것을 알게 되어 이를 추적하는 에피소드. 원작자 아오야마 고쇼의 문하생들이 만들고 있는 특별편 에피소드가 처음으로 애니메이션에 채택. 노트형 전자지도 아이템 등장. |
| 87 | 65화           | 학의 은혜 살인사건 鶴の恩返し殺人事件                                       | 은혜갚은 두루미                       | 1998년 1월 19일  | 2000년 8월 29일  | 오리지널 ep34            | 전재산을 학(두루미) 보호 사업에 기증하려던 사람이 석궁에 살해되는 에피소드. 석궁의 트릭을 코난이 밝혀낸다. |
| 88 | 66화           | 드라큘라 별장 살인사건 (전편) ドラキュラ荘殺人事件(前編)                    | 드라큘라성의 공포 (상편)              | 1998년 1월 26일  | 2000년 9월 4일   | 오리지널 ep35            | 코고로(유명한)에게 아내 뒷조사를 의뢰한 유명 공포소설작가 드라큘라가 자신의 서재에서 가슴에 말뚝이 박혀 살해되어 십자가에 매달린 채 발견된 에피소드. |
| 89 | 67화           | 드라큘라 별장 살인사건 (후편) ドラキュラ荘殺人事件(後編)                    | 드라큘라성의 공포 (하편)              | 1998년 2월 2일   | 2000년 9월 5일   | 오리지널 ep35            | 용의자 전원이 생전에 악랄했던 드라큘라 작가에게 살인 동기가 있는 가운데 영사기나 발자국 말뚝등을 통해서 범인을 밝히는 에피소드. |
| 90 | 573화 (X1-7화) | 꽃향기 살인사건 花の香り殺人事件                                            | 꽃향기 살인 사건                      | 1998년 2월 9일   | 2014년 1월 28일  | 오리지널 ep36            | 세계예술대상 기념식에서 범인이 꽃을 이용해 호텔 오너를 교살한 다음 기념식의 주인공인 전위 꽃꽃이 예술가를 같은 방법으로 살해하려다 실패하는 에피소드. 국내 방영판에서는 세계 예술대상 수상기념이란 설정을 재일교포 꽃꽃이 예술가 한국 방문 기념 파티로 수정했다. |
| 91 | 68화           | 강도 범인 입원사건 強盗犯人入院事件                                         | 아버지의 선택                         | 1998년 2월 16일  | 2000년 9월 11일  | 17권 file 6              | 요코(오소라) 콘서트를 보러 가려다 계단에서 넘어져 병원 신세를 또 지게 된 코고로(유명한)와 같은 병실을 쓰는 은행 강도원을 죽이기 위해 또다른 병실 입원자의 보호자를 이용하려는 은행강도단의 계획을 코난이 저지하는 에피소드. |
| 92 | 69화           | 공포의 트라바스 살인사건 (전편) 恐怖のトラヴァース殺人事件(前編)            | 공포의 등정 (상편)                    | 1998년 2월 23일  | 2000년 9월 12일  | 오리지널 ep37            | 의뢰를 포기한 의뢰인을 기여코 죽이려는 살인청부업자 폭스를 막기 위해 폭스에게 의뢰했던 내용대로 등산을 하면서 추적을 하는 과정에서 일어나는 살인 사건 에피소드. 한국판에선 코고로(유명한) 사무소가 공격받은 후 산에 가기까지의 3분 가량이 삭제됐고, 일본판에서 일행 한명의 폐쇄공포증 계기를 감금에서 지나친 샛방살이로 수정했다. |
| 93 | 70화           | 공포의 트라바스 살인사건 (후편) 恐怖のトラヴァース殺人事件(後編)            | 공포의 등정 (하편)                    | 1998년 3월 2일   | 2000년 10월 2일  | 오리지널 ep37            | 또 다른 살인사건이 일어나고 폭스의 정체가 드러나는 가운데 의뢰대로 의뢰인을 죽이려는 폭스와 폭스에 의해 유치원 딸이 죽은 것에 대한 원한으로 역으로 폭스를 죽이려는 의뢰인이 얽혀 버린 에피소드. 첫 살인과 두 번째 살인의 범인과 동기가 다르며 의뢰인과 폭스의 시비 유무가 복잡함. |
| 94 | 574화 (X1-8화) | 설녀전설 살인사건 雪女伝説殺人事件                                          | 설녀전설 살인사건                     | 1998년 3월 9일   | 2014년 1월 28일  | 오리지널 ep38            | 설녀전설의 설녀로 출연한 여배우가 자살한 사건이 실은 같이 동행한 엑스트라의 살인임을 밝혀내는 에피소드. |
| 95 | 71화           | 코고로의 데이트 살인사건 小五郎のデート殺人事件                             | 아저씨의 데이트                       | 1998년 3월 16일  | 2000년 10월 9일  | 오리지널 ep39            | 코고로(유명한)가 술에 취해 쉬던 중 알고 있던 여성과 카 드라이브를 하고 난 다음 여성의 룸메이트의 살해 현장을 발견하는 에피소드. |
| 96 | 72화           | 궁지에 몰린 명탐정! 연속 2대 살인사건 追いつめられた名探偵！連続2大殺人事件 | 두 개의 수수께끼 마지막 마술 (상편)   | 1998년 3월 23일  | 2000년 10월 10일 | 14권 File 1~8            | 2시간 스페셜. 한국에선 4회로 나뉘어서 방영했다. 코난, 란(미란), 모리 코코로(유명한)가 독사한 유명 마술사의 사인을 규명한다. 란(미란)이 코난이 신이치(도일)이라고 판단하여 집중 추궁하여 정체가 들통나기 직전에 신이치(남도일)의 엄마가 등장하여 란(미란)에게 잘 둘러대는 통에 위기를 모면한다. 그 후, 신이치(남도일)의 엄마가 아버지의 죽음으로 유산 상속 다툼이 심한 옛 친구집에 친구의 의뢰로 방문했다가 벌어지는 살인 및 살인 미수에 휘말린다. 코난이 신참 형사를 이용해 사건을 해결하고 뒤에서 숨어 있던 신이치(남도일)의 아버지가 사건을 마무리한다. 한국판에선 우물 지붕과 계모의 기모노 복장이 편집됐다. 야마무라 미사오(정영일) 등장. |
| 96 | 73화           | 궁지에 몰린 명탐정! 연속 2대 살인사건 追いつめられた名探偵！連続2大殺人事件 | 두 개의 수수께끼 마지막 마술 (하편)   | 1998년 3월 23일  | 2000년 10월 16일 | 14권 File 1~8            | 2시간 스페셜. 한국에선 4회로 나뉘어서 방영했다. 코난, 란(미란), 모리 코코로(유명한)가 독사한 유명 마술사의 사인을 규명한다. 란(미란)이 코난이 신이치(도일)이라고 판단하여 집중 추궁하여 정체가 들통나기 직전에 신이치(남도일)의 엄마가 등장하여 란(미란)에게 잘 둘러대는 통에 위기를 모면한다. 그 후, 신이치(남도일)의 엄마가 아버지의 죽음으로 유산 상속 다툼이 심한 옛 친구집에 친구의 의뢰로 방문했다가 벌어지는 살인 및 살인 미수에 휘말린다. 코난이 신참 형사를 이용해 사건을 해결하고 뒤에서 숨어 있던 신이치(남도일)의 아버지가 사건을 마무리한다. 한국판에선 우물 지붕과 계모의 기모노 복장이 편집됐다. 야마무라 미사오(정영일) 등장. |
| 96 | 74화           | 궁지에 몰린 명탐정! 연속 2대 살인사건 追いつめられた名探偵！連続2大殺人事件 | 두 개의 수수께끼 동백꽃의 비밀 (상편) | 1998년 3월 23일  | 2000년 10월 17일 | 14권 File 1~8            | 2시간 스페셜. 한국에선 4회로 나뉘어서 방영했다. 코난, 란(미란), 모리 코코로(유명한)가 독사한 유명 마술사의 사인을 규명한다. 란(미란)이 코난이 신이치(도일)이라고 판단하여 집중 추궁하여 정체가 들통나기 직전에 신이치(남도일)의 엄마가 등장하여 란(미란)에게 잘 둘러대는 통에 위기를 모면한다. 그 후, 신이치(남도일)의 엄마가 아버지의 죽음으로 유산 상속 다툼이 심한 옛 친구집에 친구의 의뢰로 방문했다가 벌어지는 살인 및 살인 미수에 휘말린다. 코난이 신참 형사를 이용해 사건을 해결하고 뒤에서 숨어 있던 신이치(남도일)의 아버지가 사건을 마무리한다. 한국판에선 우물 지붕과 계모의 기모노 복장이 편집됐다. 야마무라 미사오(정영일) 등장. |
| 96 | 75화           | 궁지에 몰린 명탐정! 연속 2대 살인사건 追いつめられた名探偵！連続2大殺人事件 | 두 개의 수수께끼 동백꽃의 비밀 (하편) | 1998년 3월 23일  | 2000년 10월 23일 | 14권 File 1~8            | 2시간 스페셜. 한국에선 4회로 나뉘어서 방영했다. 코난, 란(미란), 모리 코코로(유명한)가 독사한 유명 마술사의 사인을 규명한다. 란(미란)이 코난이 신이치(도일)이라고 판단하여 집중 추궁하여 정체가 들통나기 직전에 신이치(남도일)의 엄마가 등장하여 란(미란)에게 잘 둘러대는 통에 위기를 모면한다. 그 후, 신이치(남도일)의 엄마가 아버지의 죽음으로 유산 상속 다툼이 심한 옛 친구집에 친구의 의뢰로 방문했다가 벌어지는 살인 및 살인 미수에 휘말린다. 코난이 신참 형사를 이용해 사건을 해결하고 뒤에서 숨어 있던 신이치(남도일)의 아버지가 사건을 마무리한다. 한국판에선 우물 지붕과 계모의 기모노 복장이 편집됐다. 야마무라 미사오(정영일) 등장. |
| 네 번째 여는곡 : 운명의 룰렛을 돌리며                                                                                                  |                |                                                                             |                                       |                  |                  |                          | |
| 97 | 76화           | 이별의 와인 살인사건 別れのワイン殺人事件                                   | 이별의 포도주                         | 1998년 4월 13일  | 2000년 10월 24일 | 오리지널 ep40            | 모리 코고로에 딸의 동향을 조사했던 회장이 딸이 독을 넣은 와인 때문에 죽은 것이 아니라 아버지의 원한을 풀기 위해 주치의가 주사한 근육 강화제 때문에 죽었다는 것을 밝혀낸 에피소드. (일) 네 번째 여는곡 시작. |
| 98 | 942화(대 1-28) | 명 도예가 살인사건(전편) 名陶芸家殺人事件(前編)                             | 도자기 장인 살인 사건 (전편)          | 1998년 4월 20일  | 2021년 9월 22일  | 16권 File 10~17권 File 2 | 인간문화재 도예가의 며느리가 창고에서 도자기를 깨트린 다음날 목을 매달아 숨진 채 발견된 에피소드. |
| 99 | 944화(대1-29)  | 명 도예가 살인사건(후편) 名陶芸家殺人事件(後編)                             | 도자기 장인 살인 사건 (후편)          | 1998년 4월 27일  | 2021년 9월 29일  | 16권 File 10~17권 File 2 | 창고의 혈흔과 휴대폰을 통해 피해자가 자살한 것으로 위장하려 했던 살인 사건을 규명한 에피소드. |
| 100 | 77화           | 첫사랑의 사람 추억사건(전편) 初恋の人想い出事件(前編)                       | 명탐정의 첫사랑(상편)                 | 1998년 5월 11일  | 2000년 10월 30일 | 18권 File 3~5            | 신이치(남도일) 대신 여선배의 생일파티에 간 코난과 란(유미란), 소노코(정보라), 코고로(유명한)가 노래방에 간 사이 별장에서 불이 나는 에피소드. 여자 선배로부터 신이치(남도일)의 얘기를 듣고 심란해 하던 란이 헬멧까지 쓰고 별장 안에 있는 여선배를 구출한다. |
| 101 | 78화           | 첫사랑의 사람 추억사건 (후편) 初恋の人想い出事件(後編)                      | 명탐정의 첫사랑 (하편)                | 1998년 5월 18일  | 2000년 11월 6일  | 18권 File 3~5            | 팩스와 생일초를 통해 별장을 방화하여 여선배를 죽이려 한 범인을 밝히는 에피소드. 여선배가 신이치(남도일)에게 고백했다 거절당한 얘기를 통해 신이치의 마음을 알 수 있다. (한) 1기 (KBS) 종료. |
| 대한민국 2기 : 퍼즐 (일본판 세 번째 여는곡 〈수수께끼〉) 2004년 5월 10일 ~ 2004년 8월 3일 투니버스 (월화 17:00; 102~149화, TV SP 포함) |                |                                                                             |                                       |                  |                  |                          | |
| 102 | 79화           | 시대극 배우 살인사건 (전편) 時代劇俳優殺人事件(前編)                        | 사극 배우 살인사건 (전편)             | 1998년 5월 25일  | 2004년 5월 10일  | 17권 File 10~18권 File 2 | 코고로(유명한)에게 드라마 조언차 초대했던 사극 배우의 아내이자 여배우가 염문이 난 옆집 남우의 베란다에서 살해당한 채 발견된 에피소드. (한) 2기 (투니버스) 방영 시작. 코난 성우가 최덕희에서 김선혜로, 메구레(골롬보) 성우가 조동희에서 김정호로, 다카기(신형선) 성우가 김관진에서 김광국으로 변경. |
| 103 | 80화           | 시대극 배우 살인사건 (후편) 時代劇俳優殺人事件(後編)                        | 사극 배우 살인사건 (후편)             | 1998년 6월 1일   | 2004년 5월 10일  | 17권 File 10~18권 File 2 | 사극 배우의 행동이 미심쩍었던 코난이 5, 6층을 조사하여 진짜 범인은 모리 탐정을 초대한 사극 배우란 것을 밝히는 에피소드. |
| 104 | 81화           | 도적단 수수께끼의 양관사건 (전편) 盗賊団謎の洋館事件(前編)                  | 시계의 수수께끼를 풀어라 (전편)       | 1998년 6월 8일   | 2004년 5월 11일  | 17권 File 7~9            | 코난, 코고로(유명한), 란(미란)이 의뢰자의 조부가 유산으로 남긴 시계가 가득한 저택에서 기이한 일들을 체험하는 에피소드. |
| 105 | 82화           | 도적단 수수께끼의 양관사건 (후편) 盗賊団謎の洋館事件(後編)                  | 시계의 수수께끼를 풀어라 (후편)       | 1998년 6월 15일  | 2004년 5월 11일  | 17권 File 7~9            | 시계의 고블린과 거울, 110의 암호 등을 통해 저택의 비밀과 의뢰자의 정체가 무엇인지를 코난 일행이 밝혀내게 되는 에피소드. |
| 106 | 83화           | 스쿠프 사진 살인사건 スクープ写真殺人事件                                   | 몰래 카메라 살인사건                  | 1998년 6월 22일  | 2004년 5월 17일  | 오리지널 ep41            | 화재사건의 결정적 장면을 포착하여 상을 받은 사진기자가 자신의 비리를 폭로하려는 르포라이터를 죽이고 방화하여 결정적 장면을 찍은 것처럼 위장하려다 발각되는 에피소드. 코난이 사진기자가 진행하는 생방송 토크쇼에 첫 손님인 코고로(유명한)와 메구레(골롬보), 아가사(브라운)을 이용해 공개적으로 범인의 범죄행위를 고발한다. |
| 107 | 84화           | 두더지 성인 수수께끼 사건 (전편) モグラ星人謎の事件(前編)                   | 두더지별 외계인 사건 (전편)           | 1998년 6월 29일  | 2004년 5월 17일  | 오리지널 ep42            | 소년(어린이) 탐정단이 야구공을 넘겼다 돌려 주지 않은 집 주인이 자신의 동생을 죽였다고 주장하던 남자가 보석강도를 저지르면서 코난이 의구심을 갖는 에피소드. 아유미(아름)의 성우가 임미진에서 여민정으로, 미츠히코(세모)의 성우가 송연희에서 정선혜로 변경됐다. |
| 108 | 85화           | 두더지 성인 수수께끼 사건 (후편) モグラ星人謎の事件(後編)                   | 두더지별 외계인 사건 (후편)           | 1998년 7월 6일   | 2004년 5월 18일  | 오리지널 ep42            | 훔친 보석을 정원에 묻어 놓고도 발견되지 않았던 동생의 시신을 코난을 주축으로 한 소년(어린이) 탐정단이 찾아내는 에피소드. |
| 여섯 번째 닫는곡 : 얼음위에 서 있는 것처럼                                                                                             |                |                                                                             |                                       |                  |                  |                          | |
| 109 | 86화           | 탐정단 대 추적사건 探偵団大追跡事件                                         | 어린이 탐정단 대 추격전               | 1998년 7월 13일  | 2004년 5월 18일  | 오리지널 ep43            | 소년(어린이) 탐정단 남자멤버가 추적하던 아유미(아름)의 뺑소니범이 공장장을 살해한 범인이라는 것을 밝히는 에피소드. (일) 여섯 번째 닫는곡 시작. |
| 110 | 87화           | 요리교실 살인사건 (전편) 料理教室殺人事件(前編)                             | 요리교실 살인사건 (전편)              | 1998년 7월 27일  | 2004년 5월 24일  | 오리지널 ep44            | 소노코(보라)대신 란(미란), 코난, 코고로(유명한)가 가게 된 요리교실의 원장이 정전된 사이 습격을 받아 사망하는 에피소드. |
| 111 | 88화           | 요리교실 살인사건 (후편) 料理教室殺人事件(後編)                             | 요리교실 살인사건 (후편)              | 1998년 8월 3일   | 2004년 5월 24일  | 오리지널 ep44            | 범인이 어둠 속에서 어떤 도구를 활용하여 어떻게 범행을 저질렀는지 코난이 코고로를 잠재워 밝히는 에피소드. |
| 112 | 89화           | 테이탄초등학교 7대 불가사의 사건 帝丹小７不思議事件                         | 학교 괴담                             | 1998년 8월 10일  | 2004년 5월 25일  | 16권 File 4~5            | 소년(어린이) 탐정단이 학교에서 벌어지는 괴이한 일들의 실체를 밤중에 학교에 몰래 들어가 밝히는 에피소드.코바야시 스미코(김은주) 등장. |
| 113 | 90화           | 흰 모래사장 살인사건 白い砂浜殺人事件                                       | 하얀 바닷가 살인 사건                 | 1998년 8월 17일  | 2004년 5월 25일  | 특별편 1권 File 6        | 바다 속에서 죽은 채 발견된 여성이 자살이라고 밝힌 의사가 그 여자를 죽인 범인이라는 것을 밝히는 에피소드. |
| 114 | 91화           | 스쿠버 다이빙 살인사건 (전편) スキューバダイビング殺人事件(前編)            | 스쿠버 다이빙 살인사건 (전편)         | 1998년 8월 24일  | 2004년 5월 31일  | 17권 File 3~5            | 수영을 하던 여성이 바다뱀에 물려 죽을 뻔하는 에피소드. 란(미란)이 부모님 화해를 위해 에리(노애리)와 코고로(유명한)을 바닷가에서 만나도록 계획하나 둘의 첨예한 감정싸움이 펼쳐진다. 에리(노애리)의 성우가 임미진에서 한채언으로 변경. |
| 115 | 92화           | 스쿠버 다이빙 살인사건 (후편) スキューバダイビング殺人事件(後編)            | 스쿠버 다이빙 살인사건 (후편)         | 1998년 8월 31일  | 2004년 5월 31일  | 17권 File 3~5            | 바다뱀을 이용해 자기가 마음에 둔 이복오빠의 약혼자를 죽이려 한 범인을 밝혀내는 에피소드. 에리(노애리)에 대한 코고로(유명한)의 노력을 볼 수 있다. |
| 116 | 95화           | 미스터리작가 실종사건 (전편) ミステリー作家失踪事件(前編)                   | 추리소설가 실종사건 (전편)            | 1998년 9월 7일   | 2004년 6월 7일   | 19권 File 2~4            | 유명 추리소설가 부부가 실종됐다는 소설가 딸의 제보로 코난 일행은 매주 소설가의 명의로 원고가 보내지는 출판사를 찾아가는 에피소드. |
| 117 | 96화           | 미스터리작가 실종사건 (후편) ミステリー作家失踪事件(後編)                   | 추리소설가 실종사건 (후편)            | 1998년 9월 14일  | 2004년 6월 7일   | 19권 File 2~4            | 추리소설가의 원고 속에 숨겨진 암호를 해독하여 소설가가 있는 곳을 파악하여 찾으러 가는 에피소드. 코난의 마취총이 빗나가나 코난의 임기응변으로 어른들이 직접 암호를 풀 수 있도록 한다. 핫토리 헤이지(하인성)의 성우가 구자형에서 최재호로 변경된다. |
| 118 | SP             | 나니와의 연속 살인사건 浪花の連続殺人事件                                   | 복수의 연쇄 살인사건                  | 1998년 9월 21일  | 2004년 12월 25일 | 19권 File 5~8            | 1시간 스페셜. 오사카(부산)에 놀러 간 코난 일행이 연쇄살인 사건에 연루되는 에피소드. 사건 해결의 주축인 코난, 핫토리 헤이지(하인성) 모두 죽다 살아난다. 토오야마(서원상), 토야마 카즈하(서가영) 등장. 한국에서는 범행의 잔인함으로 인해, 2기 정규 편성이 아닌 등급을 12세 이상 시청가로 바꾼 스페셜로 따로 편성하여 방영했고, 이 스페셜을 시작으로 3기부터 모리 란(유미란) 성우가 장혜선에서 이현진으로, 핫토리 헤이조의 성우가 전인배에서 이인성으로 변경되고, 한국 이름이 하철규에서 하평무로 변경된다. 또한 여는/닫는 노래 영상이 기존 2기와는 다르게 방영되었다.                                                                           |
| 119 | 93화           | 가면 야이바 살인사건 仮面ヤイバー殺人事件                                   | 가면 사나이 살인사건                  | 1998년 10월 12일 | 2004년 6월 1일   | 오리지널 ep45            | 가면 야이바(사나이) 팬클럽 파티에서 범인이 자작극을 통해 친구를 죽음으로 몰고 가는 에피소드. |
| 120 | 94화           | 허니 칵테일 살인사건 ハニーカクテル殺人事件                                 | 말벌 살인사건                         | 1998년 10월 19일 | 2004년 6월 1일   | 오리지널 ep46            | 마을 리조트 사업을 추진하던 여사장이 갑자기 방에서 추락하여 사망하게 되는 에피소드. |
| 121 | 97화           | 욕실 밀실 사건 (전편) バスルーム密室事件(前編)                              | 화장실 밀실 살인사건 (전편)           | 1998년 10월 26일 | 2004년 6월 8일   | 20권 File 7~9            | 결혼식을 얼마 앞둔 여성이 창문과 출입문을 테이프로 막은 욕실에서 자살한 것처럼 죽은 에피소드. |
| 122 | 98화           | 욕실 밀실 사건 (후편) バスルーム密室事件(後編)                              | 화장실 밀실 살인사건 (후편)           | 1998년 11월 2일  | 2004년 6월 8일   | 20권 File 7~9            | 피해자의 언니(한국판에선 선배)가 어떻게 피해자를 죽이고 밀실 살인을 만들었는지 폭로하는 에피소드. 오키노 요코(오소라)의 성우가 임미진에서 이용신으로 변경되었다. |
| 123 | 103화          | 기상캐스터 유괴사건 お天気お姉さん誘拐事件                                  | 일기 예보 누나 실종사건               | 1998년 11월 9일  | 2004년 6월 21일  | 오리지널 ep47            | 코고로(유명한)에게 문의를 해온 기상 캐스터가 실종되자 소년(어린이) 탐정단이 기상 캐스터가 코난의 삐삐로 전송하는 번호를 토대로 찾으러 다니는 에피소드. |
| 다섯 번째 여는곡 : TRUTH(A Great Detective of Love)                                                                                    |                |                                                                             |                                       |                  |                  |                          | |
| 124 | 99화           | 수수께끼의 저격자 살인사건 (전편) 謎の狙撃者殺人事件(前編)                  | 수수께끼의 총격사건 (전편)            | 1998년 11월 16일 | 2004년 6월 14일  | 오리지널 ep48            | 연회장에서 어디선가 날아온 총알이 협박편지를 받은 공업회사 사장을 스쳐 국회의원의 가슴에 꽂혀 국회의원이 사망하는 에피소드. (일) 다섯 번째 여는곡 시작. |
| 125 | 100화          | 수수께끼의 저격자 살인사건 (후편) 謎の狙撃者殺人事件(後編)                  | 수수께끼의 총격사건 (후편)            | 1998년 11월 23일 | 2004년 6월 14일  | 오리지널 ep48            | 총알이 처음부터 사장이 아닌 국회의원을 겨냥했고, 공범까지 살해한 진범이 누구인지 밝혀내는 에피소드. |
| 126 | 101화          | 지방공연 좌중 살인사건 (전편) 旅芝居一座殺人事件(前編)                      | 유랑극단 살인사건 (전편)              | 1998년 11월 30일 | 2004년 6월 15일  | 오리지널 ep49            | 유랑극단 단원들과 마찰이 심했던 작가가 살해되는 에피소드. 소노코(정보라) 성우가 임미진에서 이용신으로 변경됐다. 한국 방영시 제목 표기가 한글로 변경되지 않은채 방영되었다. |
| 127 | 102화          | 지방공연 좌중 살인사건 (후편) 旅芝居一座殺人事件(後編)                      | 유랑극단 살인사건 (후편)              | 1998년 12월 7일  | 2004년 6월 15일  | 오리지널 ep49            | 극단 여배우도 살해하고 단장까지 살해하려 한 범인을 밝히는 에피소드. 한국판에선 일본 전통복장으로 함께 연극을 하는 에필로그가 삭제됐다. |
| 128 | 104화          | 검은 조직 10억엔 강탈사건 黒の組織10億円強奪事件                            | 10억원 강도사건                       | 1998년 12월 14일 | 2004년 6월 21일  | 오리지널 ep50            | 검은조직이 은행강도 사건에 개입하고 이와 관련된 공범과 조직을 나가려 하는 미야노 아케미(안재희)를 죽이는 에피소드. 원작 2권 8화에서 짧게 언급된 검은 조직 10억엔 강탈 사건과 오리지널 스토리로 13(8)화에서 삭제된 검은조직 이야기를 섞어서 보충하면서 이번 오리지널 스토리가 탄생하였다. 진의 성우가 전인배에서 서윤선으로, 워커의 성우가 이원준에서 시영준으로 변경된다. |

## 목록 (1999) / 129화~173화
| 129 | 105화            | 검은 조직에서 온 여자, 대학교수 살인사건 黒の組織から来た女 大学教授殺人事件 | 검은 조직에서 온 여자와 위조 지폐 사건 (전편)      | 1999년 1월 4일   | 2004년 6월 22일  | 18권 File 6~19권 File 1   | 2시간 스페셜(한국에선 4회로 나눠서 방영).하이바라 아이(홍장미) 등장. 새로 전학 온 하이바라 아이가 합류한 소년(어린이) 탐정단이 동급생의 행방불명된 형을 찾다 위조지폐 사건에도 연루되는 에피소드. 사건이 해결되고 하이바라 아이가 코난에게 검은조직과 관련된 자신의 정체를 밝힘. 그 다음 사건은 검은 조직원이었던 살해당한 하이바라의 언니가 남긴 디스켓을 찾기 위해 아이의 새 보호자인 아가사(브라운)과 아이(장미), 코난이 방문한 대학교수가 살해되는 에피소드. 요코미조 산고(김한준 혹은 천범수)의 성우가 김관진에서 정승욱으로 변경되었다. 128화에서 죽은 언니에 대한 하이바라의 진심을 볼 수 있음. |
| 129 | 106화            | 검은 조직에서 온 여자, 대학교수 살인사건 黒の組織から来た女 大学教授殺人事件 | 검은 조직에서 온 여자와 위조 지폐 사건 (후편)      | 1999년 1월 4일   | 2004년 6월 22일  | 18권 File 6~19권 File 1   | 2시간 스페셜(한국에선 4회로 나눠서 방영).하이바라 아이(홍장미) 등장. 새로 전학 온 하이바라 아이가 합류한 소년(어린이) 탐정단이 동급생의 행방불명된 형을 찾다 위조지폐 사건에도 연루되는 에피소드. 사건이 해결되고 하이바라 아이가 코난에게 검은조직과 관련된 자신의 정체를 밝힘. 그 다음 사건은 검은 조직원이었던 살해당한 하이바라의 언니가 남긴 디스켓을 찾기 위해 아이의 새 보호자인 아가사(브라운)과 아이(장미), 코난이 방문한 대학교수가 살해되는 에피소드. 요코미조 산고(김한준 혹은 천범수)의 성우가 김관진에서 정승욱으로 변경되었다. 128화에서 죽은 언니에 대한 하이바라의 진심을 볼 수 있음. |
| 129 | 107화            | 검은 조직에서 온 여자, 대학교수 살인사건 黒の組織から来た女 大学教授殺人事件 | 검은 조직에서 온 여자와 대학 교수 살인 사건 (전편) | 1999년 1월 4일   | 2004년 6월 28일  | 18권 File 6~19권 File 1   | 2시간 스페셜(한국에선 4회로 나눠서 방영).하이바라 아이(홍장미) 등장. 새로 전학 온 하이바라 아이가 합류한 소년(어린이) 탐정단이 동급생의 행방불명된 형을 찾다 위조지폐 사건에도 연루되는 에피소드. 사건이 해결되고 하이바라 아이가 코난에게 검은조직과 관련된 자신의 정체를 밝힘. 그 다음 사건은 검은 조직원이었던 살해당한 하이바라의 언니가 남긴 디스켓을 찾기 위해 아이의 새 보호자인 아가사(브라운)과 아이(장미), 코난이 방문한 대학교수가 살해되는 에피소드. 요코미조 산고(김한준 혹은 천범수)의 성우가 김관진에서 정승욱으로 변경되었다. 128화에서 죽은 언니에 대한 하이바라의 진심을 볼 수 있음. |
| 129 | 108화            | 검은 조직에서 온 여자, 대학교수 살인사건 黒の組織から来た女 大学教授殺人事件 | 검은 조직에서 온 여자와 대학 교수 살인 사건 (후편) | 1999년 1월 4일   | 2004년 6월 28일  | 18권 File 6~19권 File 1   | 2시간 스페셜(한국에선 4회로 나눠서 방영).하이바라 아이(홍장미) 등장. 새로 전학 온 하이바라 아이가 합류한 소년(어린이) 탐정단이 동급생의 행방불명된 형을 찾다 위조지폐 사건에도 연루되는 에피소드. 사건이 해결되고 하이바라 아이가 코난에게 검은조직과 관련된 자신의 정체를 밝힘. 그 다음 사건은 검은 조직원이었던 살해당한 하이바라의 언니가 남긴 디스켓을 찾기 위해 아이의 새 보호자인 아가사(브라운)과 아이(장미), 코난이 방문한 대학교수가 살해되는 에피소드. 요코미조 산고(김한준 혹은 천범수)의 성우가 김관진에서 정승욱으로 변경되었다. 128화에서 죽은 언니에 대한 하이바라의 진심을 볼 수 있음. |
| 130 | 109화            | 경기장 무차별 협박사건 (전편) 競技場無差別脅迫事件(前編)                     | 경기장 협박사건(전편)                              | 1999년 1월 11일  | 2004년 6월 29일  | 19권 File 9 ~ 20권 File 1 | 축구경기를 보러 간 어린이 탐정단이 방송국 직원에게 거금을 요구하며 범인들이 축구장 관중에게 무차별 난사를 위협하는 사건에 휘말리는 에피소드. 사토 미와코(오지인) 등장. |
| 131 | 110화            | 경기장 무차별 협박사건 (후편) 競技場無差別脅迫事件(後編)                     | 경기장 협박사건(후편)                              | 1999년 1월 18일  | 2004년 6월 29일  | 19권 File 9~20권 File 1   | 경찰이 투입되자 경찰 철수 및 더 많은 금액을 요구하던 범인들을 추격하는 에피소드. 나중에 방송국 카메라 영상을 보던 코난이 사건의 진상을 간파하고 범인과 담판을 짓게 된다. |
| 일곱 번째 닫는곡 : Still for your love |                  |                                                                              |                                                    |                  |                  |                           | |
| 132 | 111화            | 마술 애호가 살인 사건 (사건편) 奇術愛好家殺人事件(事件篇)                    | 마술 동호회 살인 사건 (사건편)                     | 1999년 1월 25일  | 2004년 7월 5일   | 20권 File 2~6             | 란(미란)과 소노코(보라)가 참여한 마술 동호회 산장 모임 중에 회원들이 잇따라 살해되는 에피소드. 코난이 아픈 몸을 이끌고 불타는 다리를 넘어 란(미란)에게 향한다. (일) 일곱 번째 닫는곡 시작. |
| 133 | 112화            | 마술 애호가 살인 사건 (의혹편) 奇術愛好家殺人事件(疑惑篇)                    | 마술 동호회 살인 사건 (의혹편)                     | 1999년 2월 1일   | 2004년 7월 5일   | 20권 File 2~6             | 지상의 유일한 통로였던 구름다리가 불타 산장에 고립된 사람들이 돌연 석궁 공격을 받는 에피소드. |
| 134 | 113화            | 마술 애호가 살인 사건 (해결편) 奇術愛好家殺人事件(解決篇)                    | 마술 동호회 살인 사건 (해결편)                     | 1999년 2월 8일   | 2004년 7월 6일   | 20권 File 2~6             | 끈과 석궁을 이용하여 범인을 밝혀내는 에피소드. 괴도 키드가 일행 중에 함께 있었다는 것이 밝혀진다. 괴도 키드의 성우가 오인성에서 신용우로 변경된다. |
| 135 | 114화            | 사라진 흉기 수색 사건 消えた凶器捜索事件                                     | 사라진 흉기 사건                                   | 1999년 2월 15일  | 2004년 7월 6일   | 오리지널 ep51             | 아유미(아름)의 머리카락을 잘라주기로 약속했던 미용실 여직원이 자신의 집에서 살해당하는 에피소드. 소년(어린이) 탐정단이 범행에 사용한 도구를 찾으러 다닌다. |
| 136 | 115화            | 푸른 고성 탐색사건 (전편) 青の古城探索事件(前編)                             | 유령성 대모험 (전편)                               | 1999년 2월 22일  | 2004년 7월 12일  | 20권 File 10~21권 File 3  | 소년(어린이) 탐정단과 아가사(브라운)가 하룻밤 묵게 된 고성에서 성의 비밀을 찾던 코난이 행방불명되고 이를 신고하려는 아가사(브라운)도 행방불명되는 에피소드. 손목시계형 전등 아이템 등장. |
| 137 | 116화            | 푸른 고성 탐색 사건 (후편) 青の古城探索事件(後編)                            | 유령성 대모험 (후편)                               | 1999년 3월 1일   | 2004년 7월 12일  | 20권 File 10~21권 File 3  | 아이(장미)를 주축으로 한 소년(어린이) 탐정단이 코난과 아가사(브라운)의 행방 및 성의 비밀을 찾아내는 에피소드. |
| 138 | 117화            | 최후의 상영 살인 사건 (전편) 最後の上映殺人事件(前編)                        | 마지막 영화 살인 사건 (전편)                       | 1999년 3월 8일   | 2004년 7월 13일  | 23권 File 1~3             | 소년(어린이) 탐정단이 고메라를 관람하기 위해 간 내일 폐관 예정인 극장에서 영업 방해 끝에 극장을 매각해 헐려고 한 부동산 업자가 영화상영 도중 목을 매달아 죽은 시체로 발견되는 에피소드. |
| 139 | 118화            | 최후의 상영 살인 사건 (후편) 最後の上映殺人事件(後編)                        | 마지막 영화 살인 사건 (후편)                       | 1999년 3월 15일  | 2004년 7월 13일  | 23권 File 1~3             | 코난이 아가사(브라운)와 소년(어린이) 탐정단의 도움으로 명암과 에어컨 바람을 이용한 속임수를 이용한 범인을 밝혀내는 에피소드. |
| 140 | 119화            | SOS! 아유미로부터의 메시지 SOS！歩美からのメッセージ                         | SOS 아름이의 메시지                                | 1999년 4월 12일  | 2004년 7월 19일  | 오리지널 ep52             | 아유미(아름)의 집에 강도가 들자 목이 부어 말을 못하던 아유미(아름)가 소년(어린이) 탐정단 뱃지로 구조요청을 하는 에피소드. |
| 141 | 120화            | 결혼전야의 밀실 사건 (전편) 結婚前夜の密室事件(前編)                         | 결혼식 전야 밀실 살인 사건 (전편)                  | 1999년 4월 19일  | 2004년 7월 19일  | 21권 File 11~22권 File 3  | 동경(서울)에 온 헤이지(하인성)와 카즈하(서가영)가 결혼식에 참석하기 위해 방문한 신랑집 집사가 살해당하는 에피소드. 옷 사건을 계기로 란(미란)과 카즈하(가영)가 절친해짐. |
| 142 | 121화            | 결혼전야의 밀실 사건 (후편) 結婚前夜の密室事件(後編)                         | 결혼식 전야 밀실 살인 사건 (후편)                  | 1999년 4월 26일  | 2004년 7월 20일  | 21권 File 11~22권 File 3  | 헤이지(하인성)와 코난이 범인을 잡기 위해 헤이지(하인성)가 지목한 사람을 범인으로 몰기 위해 가짜 증거를 만들려는 진범을 잡는 에피소드. |
| 여섯 번째 여는곡 : 아슬아슬chop |                  |                                                                              |                                                    |                  |                  |                           | |
| 143 | 122화            | 의혹의 천체관측 疑惑の天体観測                                               | 의혹의 천문관측                                    | 1999년 5월 3일   | 2004년 7월 20일  | 오리지널 ep53             | 건너편에서 천문 관측을 하다 추락사한 사람이 살해당한 것을 밝히는 에피소드. 시간대가 나와 있는 구성이 특징. (일) 여섯 번째 여는곡 시작. |
| 144 | 123화            | 우에노발 북두 성 3호 (전편) 上野発北斗星３号(前編)                           | 고속열차 북두성 3호 (전편)                         | 1999년 5월 10일  | 2004년 7월 26일  | 22권 File 4~7             | 코난일행이 타고 가던 고속열차에서 쿠도 유사쿠(남건)의 옛 소설 전개처럼 살인이 일어나는 에피소드. |
| 145 | 124화            | 우에노발 북두 성 3호 (후편) 上野発北斗星３号(後編)                           | 고속열차 북두성 3호 (후편)                         | 1999년 5월 17일  | 2004년 7월 26일  | 22권 File 4~7             | 코난과 변장한 쿠도 유키코(이하연), 쿠도 유사쿠(남건)이 소설대로 일을 진행하면서 범인을 잡는 에피소드. 쿠도 유키코(이하연)의 성우가 송연희에서 여민정으로 변경되고, 쿠도 유사쿠(남건)의 성우가 전인배에서 정승욱으로 변경되었다. |
| 146 | 125화            | 본청 형사의 사랑이야기 (전편) 本庁の刑事恋物語(前編)                         | 형사 아저씨의 사랑이야기 (전편)                    | 1999년 5월 24일  | 2004년 7월 27일  | 21권 File 8~10            | 은행강도 범인에 대해 증언할 예정이던 은행 지점장의 부인이 집에서 살해되는 에피소드. 사토(오지인)에 대한 타카기(신형선)의 애틋한 마음을 볼 수 있음. 미야모토 유미(김유미), 시라토리 닌자부로(백동훈) 등장. |
| 147 | 126화            | 본청 형사의 사랑이야기 (후편) 本庁の刑事恋物語(後編)                         | 형사 아저씨의 사랑이야기 (후편)                    | 1999년 5월 30일  | 2004년 7월 27일  | 21권 File 8~10            | 시라토리(백동훈) 형사의 추리를 뒤집으며 코난이 사토(오지인) 형사의 추리를 유도해 은행 지점장이 경찰청에 있으면서 어떻게 집에 있는 부인을 죽였으며 왜 그랬는지 밝히는 에피소드. |
| 148 | 127화            | 노면전차 급정지 사건 路面電車急停止事件                                      | 전철 급정차 사건                                   | 1999년 6월 7일   | 2004년 8월 2일   | 오리지널 ep54             | 범인이 사다리에 장치를 해 노면전차(전철)를 촬영하던 동호회 동료를 철로에 쓰러뜨려 전차를 급정지하게 하고 그로 인하여 원한이 있던 사람을 죽이는 에피소드. |
| 149 | 128화            | 유원지 번지 사건 遊園地バンジー事件                                          | 번지 점프 사건                                     | 1999년 6월 21일  | 2004년 8월 2일   | 오리지널 ep55             | 어린이공원에서 가면 야이바(가면 사나이) 공연을 하던 배우가 번지점프를 하다 범인에 의해 안전장치가 타서 추락사하는 에피소드. (한)2기 방영 종료. |
| 대한민국 3기 : 꿈을 향해 (일본판 열세 번째 여는곡 〈그대와 약속했던 아름다운 그 곳까지〉) 2005년 5월 9일 ~ 2005년 8월 4일 투니버스 (월-목 16:00~16:30; 150~216화 중 18화 미방) |                  |                                                                              |                                                    |                  |                  |                           | |
| 150 | 129화            | 자동차 폭발 사건의 진상 (전편) 自動車爆発事件の真相(前編)                    | 자동차 폭발 사고의 진실 (전편)                     | 1999년 6월 28일  | 2005년 5월 9일   | 오리지널 ep56             | 코고로(유명한)이 만나려 했던 옛 과외 제자의 동생(친구)가 자동차 폭발로 살해되는 에피소드. (한) 3기 방영 시작. 코고로(유명한) 성우가 故 장정진에서 이정구로 변경되고, 골롬보 성우가 김정호에서 조동희로 복귀함. |
| 151 | 130화            | 자동차 폭발 사건의 진상 (후편) 自動車爆発事件の真相(後編)                    | 자동차 폭발 사고의 진실 (후편)                     | 1999년 7월 5일   | 2005년 5월 10일  | 오리지널 ep56             | 동생(친구)와 염문이 있던 남편의 교환살인 계획을 알면서도 역으로 동생(친구)를 죽이는 데 이용한 옛 제자에게 코고로(유명한)가 직접 폭로하여 자수를 권고하는 에피소드. |
| 152 | 131화            | 수수께끼의 노인 실종사건 謎の老人失踪事件                                    | 수수께끼의 할아버지 실종사건                       | 1999년 7월 12일  | 2005년 5월 11일  | 오리지널 ep57             | 란(미란)이 버스에서 디스켓을 몰래 가방에 넣고 사라진 노인을 수소문하다 동행하던 소노코(보라)가 납치되는 에피소드. |
| 여덟 번째 닫는곡 : Free Magic |                  |                                                                              |                                                    |                  |                  |                           | |
| 153 | 133화            | 소노코의 위험한 여름이야기 (전편) 園子のアブない夏物語(前編)                 | 보라의 위험한 여름이야기 (전편)                    | 1999년 7월 19일  | 2005년 5월 16일  | 22권 File 8~10            | 이즈(경포대)에 처음으로 헌팅을 받은 소노코(보라)가 숙소에서 괴한에게 살해당할 뻔하는 에피소드. 쿄고쿠 마코토(오경구) 등장. (일) 여덟 번째 닫는곡 시작. |
| 154 | 134화            | 소노코의 위험한 여름이야기 (후편) 園子のアブない夏物語(後編)                 | 보라의 위험한 여름이야기 (후편)                    | 1999년 7월 26일  | 2005년 5월 17일  | 22권 File 8~10            | 계속해서 소노코(보라)를 죽이려는 범인을 쿄고쿠(오경구)가 제압하는 에피소드. 쿄고쿠(오경구)가 소노코(보라)의 남자친구(?)가 되고 외국으로 간다. |
| 155 | 132화            | 수중의 열쇠 밀실 사건 水中の鍵密室事件                                       | 물속의 열쇠 밀실 살인 사건                         | 1999년 8월 2일   | 2005년 5월 12일  | 오리지널 ep58             | 욕실에서 숨진 채 발견된 하숙집의 아들이 살해당했음을 밝히는 에피소드. |
| 156 | 135화            | 본청 형사의 사랑 이야기 2 (전편) 本庁の刑事恋物語２(前編)                    | 형사 아저씨의 사랑 이야기 2 (전편)                 | 1999년 8월 9일   | 2005년 5월 18일  | 23권 File 10~24권 File 2  | 예전에 헤어진 딸의 결혼식에 가야 한다는 연행도주자의 간절한 요청에 따라 사토(오지인)는 연행도주자를 감시하고, 타카기(신형선)는 소년(어린이) 탐정단과 함께 진범을 추적하는 에피소드. 경찰서 내에서 사토(오지인)의 인기를 실감할 수 있다. |
| 157 | 136화            | 본청 형사의 사랑 이야기 2 (후편) 本庁の刑事恋物語２(後編)                    | 형사 아저씨의 사랑 이야기 2 (후편)                 | 1999년 8월 16일  | 2005년 5월 19일  | 23권 File 10~24권 File 2  | 연행도주자와 사토(오지인)가 있는 미술관이 폭파되기 직전인 가운데, 타카기(신형선)와 소년(어린이) 탐정단이 진범을 잡는 에피소드. |
| 158 | 137화            | 침묵의 환상선 沈黙の環状線                                                   | 침묵의 순환선                                      | 1999년 8월 23일  | 2005년 5월 23일  | 오리지널 ep59             | 먼저 퇴근한 회사 직원이 전철 안에서 죽은 채 발견된 에피소드. |
| 159 | 138화            | 괴기 5층탑 전설 (전편) 怪奇五重塔伝説(前編)                                  | 오층탑의 무서운 전설 (전편)                        | 1999년 9월 6일   | 2005년 5월 24일  | 오리지널 ep60             | 절 옆에 놀이공원을 만들려던 호텔 사장이 절에 전해지는 괴전설처럼 오층탑에 목이 매달려 죽은 채 발견된 에피소드. |
| 160 | 139화            | 괴기 5층탑 전설 (후편) 怪奇五重塔伝説(後編)                                  | 오층탑의 무서운 전설 (후편)                        | 1999년 9월 13일  | 2005년 5월 25일  | 오리지널 ep60             | 호텔 사장이 천벌도 자살도 아닌 범인에 의해 살해돼서 범인의 장치에 의해 오층탑에 매달렸음을 밝히는 에피소드. |
| 161 | 140화            | 유수정에 흐른 살의 流水亭に流れる殺意                                        | 흐르는 물의 비밀                                   | 1999년 9월 20일  | 2005년 5월 26일  | 오리지널 ep61             | 배가 음식을 배달하는 고급 식당에서 새로 교수로 부임된 손님이 살해되어 발견된 에피소드. |
| 162 | 141화            | 하늘을 나는 밀실 쿠도 신이치 최초의 사건 空飛ぶ密室 工藤新一最初の事件       | 하늘을 나는 밀실, 남도일 최초의 사건 (전편)        | 1999년 9월 27일  | 2005년 5월 30일  | 21권 File 4~7             | 1시간 스페셜. 란(미란)이 꿈 속에서 처음으로 신이치(남도일)가 해결했던 비행기 화장실 살인 사건을 회상하는 에피소드. |
| 162 | 142화            | 하늘을 나는 밀실 쿠도 신이치 최초의 사건 空飛ぶ密室 工藤新一最初の事件       | 하늘을 나는 밀실, 남도일 최초의 사건 (후편)        | 1999년 9월 27일  | 2005년 5월 31일  | 21권 File 4~7             | 1시간 스페셜. 란(미란)이 꿈 속에서 처음으로 신이치(남도일)가 해결했던 비행기 화장실 살인 사건을 회상하는 에피소드. |
| 163 | 945화(대 1-30화) | 달과 별과 태양의 비밀 (전편) 月と星と太陽の秘密(前編)                        | 달과 별과 태양의 비밀 (전편)                       | 1999년 10월 11일 | 2021년 9월 29일  | 12권 File 1~3             | 아가사(브라운)가 숨겨 놓은 보물을 찾기 위해 아가사(브라운)의 삼촌이 예전에 살았던 별장에 간 소년(어린이) 탐정단이 옛 동전, 각 유품에 남겨져 있는 암호, 심하게 망가진 장난감을 통해 이상한 낌새를 느끼는 에피소드. 아이(장미)가 등장하기 전에 나온 원작처럼 애니에서도 아이(장미)는 불참한다. 야이바 보이스 레코딩 아이템 등장. |
| 164 | 947화(대 1-31화) | 달과 별과 태양의 비밀 (후편) 月と星と太陽の秘密(後編)                        | 달과 별과 태양의 비밀 (후편)                       | 1999년 10월 18일 | 2021년 10월 6일  | 12권 File 1~3             | 히라가나로 암호를 풀어 보물을 찾던 소년(어린이) 탐정단이 별장의 비밀을 알게 되는 에피소드. 코난이 야이바 보이스 레코딩 아이템을 이용해 사건 해결. 사건 해결 후에 어째서 쿠도 유사쿠(남건 작가)가 아가사(브라운) 박사를 태양 박사로 불렀는지 그 이유가 밝혀진다. |
| 165 | 143화            | 소년 탐정단 소실사건 少年探偵団消失事件                                      | 어린이 탐정단 실종사건                             | 1999년 10월 25일 | 2005년 6월 1일   | 오리지널 ep62             | 안개산에서 인형극 합숙을 하던 아이들이 인형극 원작 《그리고 아무도 없었다》처럼 인형과 함께 차츰 사라져가자 어린이 탐정단(아이(장미) 제외)이 정체를 파헤치는 에피소드. 최후까지 남은 미츠히코(세모)가 정체가 밝혀진 이후에도 진짜 위험에 처한다. |
| 166 | 948화(대 1-32화) | 돗토리 거미 저택의 괴이함 (사건편) 鳥取クモ屋敷の怪(事件編)                  | 돗토리현 거미 저택의 저주 (사건편)                 | 1999년 11월 1일  | 2021년 10월 6일  | 25권 File 4~8             | 계속되는 일가의 죽음에 대한 의뢰를 받고 돗토리현의 한 저택을 방문한 코난 일행과 헤이지(하인성) 일행이 창고에서 또 다시 거미줄이 감긴채 목이 매달려 죽은 장남을 발견하는 에피소드. |
| 167 | 950화(대 1-33화) | 돗토리 거미 저택의 괴이함 (의혹편) 鳥取クモ屋敷の怪(疑惑編)                  | 돗토리현 거미 저택의 저주 (의혹편)                 | 1999년 11월 8일  | 2021년 10월 13일 | 25권 File 4~8             | 카즈하(가영)가 범인에게 붙잡혀 희생된 일가처럼 죽을 뻔하는 에피소드. 이후 카즈하(가영) 일행의 증언으로 코난과 헤이지(하인성)가 사건의 진상에 가까이 다가가게 된다. |
| 일곱 번째 여는곡 : Mysterious Eyes |                  |                                                                              |                                                    |                  |                  |                           | |
| 168 | 951화(대 1-34화) | 돗토리 거미 저택의 괴이함 (해결편) 鳥取クモ屋敷の怪(解決編)                  | 돗토리현 거미 저택의 저주 (해결편)                 | 1999년 11월 15일 | 2021년 10월 13일 | 25권 File 4~8             | 일가의 복잡한 친자 관계와 낚시줄과 밧줄, 트럭을 이용한 장치로 장남을 죽인 범인이 밝혀지는 에피소드. (일) 일곱 번째 여는곡 시작. |
| 169 | 144화            | 비너스의 키스 ビーナスのキッス                                               | 비너스의 키스                                      | 1999년 11월 22일 | 2005년 6월 2일   | 오리지널 ep63             | 수족관쇼의 메인격인 여배우가 수족관쇼에서 익사체로 등장하는 에피소드. 코난이 현장 검증을 통해 여배우가 사고사가 아닌 타살당한 것을 밝혀낸다. |
| 대한민국 미공개 X파일 1기 (3기 미방영분 중 9화 방영) : 퍼즐(일본판 세 번째 여는 곡: 수수께끼) 2014년 2월 4일 ~ 2014년 3월 10일 투니버스(월,화 20:00 ▶ 21:00)                   |                  |                                                                              |                                                    |                  |                  |                           | |
| 170 | 575화 (X1-9화)   | 어둠 속의 사각 (전편) 暗闇の中の死角(前編)                                   | 어둠 속의 사각 (전편)                              | 1999년 11월 29일 | 2014년 2월 4일   | 24권 File 3~6             | 코고로(유명한)가 건강 검진 결과를 확인하러 간 병원에서 저녁 초대를 받는 동안 정전이 나고 원장이 욕조에서 시체로 발견되는 에피소드. 란(미란)이 신이치(남도일)과의 통화에서 평소와는 다르게 통화하고 아라이데 토모아키(황시준)에게 보이는 수상쩍은 행동 때문에 코난이 불안해 한다. 아라이데 토모아키(황시준) 등장. (한) X-8화(일본판 94화) 설녀전설 살인사건 다음 편으로 방영되었다. |
| 171 | 576화 (X1-10화)  | 어둠 속의 사각 (후편) 暗闇の中の死角(後編)                                   | 어둠 속의 사각 (후편)                              | 1999년 12월 6일  | 2014년 2월 4일   | 24권 File 3~6             | 정전이 일어나는 동안 범인의 알리바이 간파와 어떻게 원장을 죽였는지 밝히는 에피소드. 두꺼비집을 올려 사실상 방아쇠를 당긴 시종이 상처입지 않도록 범인에게 위증을 요청한다. 란(미란)의 행동 변화 이유가 밝혀진다. |
| 172 | 577화 (X1-11화)  | 다시 살아나는 죽음의 전언 (전편) よみがえる死の伝言(ﾀﾞｲｲﾝｸﾞ・ﾒｯｾｰｼﾞ)(前編)   | 다시 살아나는 죽음의 전언 (전편)                   | 1999년 12월 13일 | 2014년 2월 10일  | 25권 File 1~3             | 아이스링크에 놀러온 코난 일행이 아이스링크 화장실에서 클레이 사격 멤버이자 갑부집 딸이 불꽃놀이 즈음에 총살당하는 현장을 방문하게 되는 에피소드. |
| 173 | 578화 (X1-12화)  | 다시 살아나는 죽음의 전언 (후편) よみがえる死の伝言(ﾀﾞｲｲﾝｸﾞ・ﾒｯｾｰｼﾞ)(後編)   | 다시 살아나는 죽음의 전언 (후편)                   | 1999년 12월 20일 | 2014년 2월 10일  | 25권 File 1~3             | 코난이 잠재운 코고로(유명한)의 추리로 손가락으로 작성된 메시지가 범인의 속임수임을 알리고 피해자가 남긴 휴대전화 메시지로 범인을 밝히는 에피소드. 치바 형사(이 형사) 등장. 한국에선 KIX(칸자키 국제 공항)을 ICN(인천 국제 공항)으로 고치었다. |

## 목록 (2000) / 174화~218화
| 화수 | 화수             | 부제목                                                                        | 부제목                                               | 방영일           | 방영일           | 관련 원작                | 설명 |
| 일본어판 | 한국어판         | 일본어판(원제)                                                                | 한국어판                                             | 일본어판         | 한국어판         | 관련 원작                | 설명 |
| --- | ---------------- | ----------------------------------------------------------------------------- | ---------------------------------------------------- | ---------------- | ---------------- | ------------------------ | --- |
| 174 | 579화 (X1-13화)  | 20년의 살의, 심포니호 연속 살인사건 二十年目の殺意 シンフォニー号連続殺人事件 | 20년의 살의, 심포니호 연속 살인사건 (첫 번째 이야기) | 2000년 1월 3일   | 2014년 2월 17일  | 23권 File 4~9            | 한국판에선 4회 분할 방영되었다. 이벤트에 통과하여 심포니호를 타고 돌고래 투어를 가게 된 코난, 란(미란), 헤이지(하인성)가 20년 전 4억엔 은행강도인 그림자 설계자와 관련된 사람들의 연쇄살인사건에 휘말리는 에피소드. 헤이지(하인성)가 범인에 의해 배에서 떨어져 익사할 뻔함. 밀레니엄 특집 2시간 스페셜.                                 |
| 174 | 580화 (X1-14화)  | 20년의 살의, 심포니호 연속 살인사건 二十年目の殺意 シンフォニー号連続殺人事件 | 20년의 살의, 심포니호 연속 살인사건(두 번째 이야기)  | 2000년 1월 3일   | 2014년 2월 17일  | 23권 File 4~9            | 한국판에선 4회 분할 방영되었다. 이벤트에 통과하여 심포니호를 타고 돌고래 투어를 가게 된 코난, 란(미란), 헤이지(하인성)가 20년 전 4억엔 은행강도인 그림자 설계자와 관련된 사람들의 연쇄살인사건에 휘말리는 에피소드. 헤이지(하인성)가 범인에 의해 배에서 떨어져 익사할 뻔함. 밀레니엄 특집 2시간 스페셜.                                 |
| 174 | 581화 (X1-15화)  | 20년의 살의, 심포니호 연속 살인사건 二十年目の殺意 シンフォニー号連続殺人事件 | 20년의 살의, 심포니호 연속 살인 사건(세 번째 이야기) | 2000년 1월 3일   | 2014년 2월 24일  | 23권 File 4~9            | 한국판에선 4회 분할 방영되었다. 이벤트에 통과하여 심포니호를 타고 돌고래 투어를 가게 된 코난, 란(미란), 헤이지(하인성)가 20년 전 4억엔 은행강도인 그림자 설계자와 관련된 사람들의 연쇄살인사건에 휘말리는 에피소드. 헤이지(하인성)가 범인에 의해 배에서 떨어져 익사할 뻔함. 밀레니엄 특집 2시간 스페셜.                                 |
| 174 | 582화 (X1-16화)  | 20년의 살의, 심포니호 연속 살인사건 二十年目の殺意 シンフォニー号連続殺人事件 | 20년의 살의, 심포니호 연속 살인사건 (마지막 이야기)  | 2000년 1월 3일   | 2014년 2월 24일  | 23권 File 4~9            | 한국판에선 4회 분할 방영되었다. 이벤트에 통과하여 심포니호를 타고 돌고래 투어를 가게 된 코난, 란(미란), 헤이지(하인성)가 20년 전 4억엔 은행강도인 그림자 설계자와 관련된 사람들의 연쇄살인사건에 휘말리는 에피소드. 헤이지(하인성)가 범인에 의해 배에서 떨어져 익사할 뻔함. 밀레니엄 특집 2시간 스페셜.                                 |
| 175 | 145화            | 네 번 살해당한 남자 四回殺された男                                            | 네 번 살해당한 남자                                  | 2000년 1월 10일  | 2005년 6월 6일   | 오리지널 ep64            | 배우를 죽인 진범이 자수를 한 사람 중에 있는 것이 아닌 다른 인물임이 밝혀지는 에피소드. 피해자의 머리가 참 단단하다는 것을 알 수 있다. |
| 176 | 146화            | 검은 조직과의 재회 (하이바라편) 黒の組織との再会(灰原編)                      | 검은 조직과의 재회 (홍장미편)                        | 2000년 1월 17일  | 2005년 6월 7일   | 24권 File 7~11           | 아이(장미)의 꿈에 나타났던 검은조직의 진/워커가 실제로도 나타나자 코난과 아이(장미)가 그들이 살해할 것으로 계획한 정치가가 있는 호텔 추도 연회장으로 향하는 에피소드. 검은조직이 쉐리의 생존을 눈치챈다. |
| 177 | 147화            | 검은 조직과의 재회 (코난편) 黒の組織との再会(コナン編)                        | 검은 조직과의 재회 (코난편)                          | 2000년 1월 24일  | 2005년 6월 8일   | 24권 File 7~11           | 코난과 함께 정치가를 죽인 검은 조직원 피스코를 추적하던 아이(장미)가 피스코에게 붙잡혀 창고에 갇히는 에피소드. |
| 178 | 148화            | 검은 조직과의 재회 (해결편) 黒の組織との再会(解決編)                          | 검은 조직과의 재회 (해결편)                          | 2000년 1월 31일  | 2005년 6월 9일   | 24권 file 7~11           | 감기가 걸린 상황에서 빼갈(고량주)를 먹고 잠시 어른이 된 아이(장미)가 진과 워커에게 죽을 위기를 겪는 와중에 코난이 아이(장미)를 구하고 피스코의 정체를 밝히는 에피소드. 피스코가 그대로 진에게 사살당했기 때문에 코난과 아이(장미)의 정체가 들통나지는 않는다. 베르무트 첫 등장.                                                         |
| 179 | 149화            | 찻집 트럭 난입 사건 喫茶店トラック乱入事件                                    | 커피숍을 덮친 트럭                                   | 2000년 2월 7일   | 2005년 6월 13일  | 오리지널 ep65            | 아이(장미)를 제외한 소년(어린이) 탐정단이 찾아간 커피숍에 범인의 속임수로 트럭이 덮치도록 해 범인과 대립하던 사람을 죽이는 에피소드. |
| 아홉 번째 닫는곡 : Secret of my heart |                  |                                                                               |                                                      |                  |                  |                          | |
| 180화 | 150화            | 붉은 살의의 야상곡 (전편) 赤い殺意の夜想曲(ノクターン)(前編)                  | 붉은 사랑의 야상곡 (전편)                            | 2000년 2월 14일  | 2005년 6월 14일  | 오리지널 ep66            | 샹송가수의 연회에서 협박을 받던 연애기획사 사장 부인이 습격을 당하고 샹송가수가 살해당하는 에피소드. (일) 아홉 번째 닫는곡 시작. |
| 181화 | 151화            | 붉은 살의의 야상곡 (후편) 赤い殺意の夜想曲(ノクターン)(後編)                  | 붉은 사랑의 야상곡 (후편)                            | 2000년 2월 21일  | 2005년 6월 15일  | 오리지널 ep66            | 사장 부인 습격의 진상과 샹송가수 살인의 범인을 밝히는 에피소드. |
| 182화 | 956화(대1-43화)  | 대 수색 9개의 문 大捜索九つのドア                                             | 대 수색 9개의 문                                     | 2000년 2월 28일  | 2021년 11월 17일 | 오리지널 ep67            | 소년(어린이) 탐정단이 바닥에 떨어진 커플링, 후크를 토대로 감금당한 여성을 찾는 에피소드. |
| 183 | 152화            | 위험한 레시피 危険なレシピ                                                    | 위험한 요리법                                        | 2000년 3월 6일   | 2005년 6월 16일  | 오리지널 ep68            | 영수증으로 음식 맞추기 놀이를 하던 소년(어린이) 탐정단이 겐타(뭉치)가 가지고 있던 영수증묶음에 수상함을 느끼고 물건을 구매한 사람을 추적하는 에피소드. |
| 184 | 153화            | 저주의 가면은 차갑게 웃는다 呪いの仮面は冷たく笑う                            | 저주받은 가면은 차갑게 웃는다 (전편)                 | 2000년 3월 13일  | 2005년 6월 17일  | 오리지널 ep69            | 1시간 스페셜(한국에선 2회로 분할 방영). 코난, 란(미란), 코고로(유명한)를 자선연회에 초대한 저주받은 저택의 주인이 저주받은 가면에 둘러싸인 채 죽은 에피소드. |
| 184 | 154화            | 저주의 가면은 차갑게 웃는다 呪いの仮面は冷たく笑う                            | 저주받은 가면은 차갑게 웃는다 (후편)                 | 2000년 3월 13일  | 2005년 6월 18일  | 오리지널 ep69            | 1시간 스페셜(한국에선 2회로 분할 방영). 코난, 란(미란), 코고로(유명한)를 자선연회에 초대한 저주받은 저택의 주인이 저주받은 가면에 둘러싸인 채 죽은 에피소드. |
| 185 | 155화            | 살해당한 명탐정 (전편) 殺された名探偵(前編)                                   | 살해당한 명탐정 (전편)                               | 2000년 4월 10일  | 2005년 6월 22일  | 오리지널 ep70            | 명탐정 역을 맡은 배우가 드라마 스태프들과 머물던 산장에 우연히 만난 모리 탐정에게 전화하던 도중 총을 맞고 살해되는 에피소드. |
| 186 | 156화            | 살해당한 명탐정 (후편) 殺された名探偵(後編)                                   | 살해당한 명탐정 (후편)                               | 2000년 4월 17일  | 2005년 6월 23일  | 오리지널 ep70            | 명탐정 역을 맡은 배우가 모리 탐정에게 남긴 마지막 말로 인해 확신을 얻은 코난이 범인의 알리바이와 살해 방법을 밝히는 에피소드. |
| 187 | 157화            | 어둠속에 울리는 수수께끼의 총성 闇に響く謎の銃声                              | 어둠을 울리는 수수께끼의 총소리                      | 2000년 4월 24일  | 2005년 6월 27일  | 오리지널 ep71            | 총소리가 난 후 2층에 있던 여회장이 총을 맞고 죽은 채 발견된 에피소드. |
| 188 | 158화            | 목숨을 건 부활! 동굴의 탐정단 命がけの復活 洞窟の探偵団                       | 목숨을 건 부활, 동굴 속의 탐정단                     | 2000년 5월 1일   | 2005년 6월 28일  | 25권 File 9~10           | 소년(어린이) 탐정단이 캠프장 근처에 발견한 동굴을 탐험하다가 코난이 그곳에 있던 은행강도에게 총상을 입는 에피소드. 차안에서 아유미(아름), 겐타(뭉치), 미츠히코(세모)가 부르던 노래가 일본에선 '수수께끼'였고 한국에선 '꿈을 향해'였다.                                                                                                  |
| 189 | 159화            | 목숨을 건 부활! 부상당한 명탐정 命がけの復活 負傷した名探偵                   | 목숨을 건 부활, 부상당한 명탐정                      | 2000년 5월 8일   | 2005년 6월 29일  | 25권 File 11~26권 File 1 | 소년(어린이) 탐정단이 동굴을 빠져나와 은행강도를 잡고 란(미란)의 헌혈로 코난이 기사회생하는 에피소드. 코난이 란(미란)이 정체를 눈치챈 것 같은 느낌에 헤이지(하인성)와 상담을 한다. 한국판에선 아유미(아름), 겐타(뭉치), 미츠히코(세모)가 일본식 장기에서 힌트를 얻어 동굴 출구 암호를 푸는 장면은 삭제됐다.                             |
| 190 | 160화            | 목숨을 건 부활! 제 3의 선택 命がけの復活 第三の選択                           | 목숨을 건 부활, 제 3의 선택                          | 2000년 5월 15일  | 2005년 6월 30일  | 26권 File 2~4            | 란(미란)이 문화재에서 연극을 하는 동안 관람객이 독사하는 에피소드. 아이(장미)가 란(미란)이 사실을 아는 순간 위험에 처한다는 사실을 상기시키고 세가지 선택을 제시받는다. 헤이지(하인성)가 신이치(남도일) 변장을 하다 카즈하(가영)에게 들통이 난다.                                                                                       |
| 191 | 161화            | 목숨을 건 부활! 흑의의 기사 命がけの復活 黒衣の騎士                           | 목숨을 건 부활, 검은 옷의 기사                       | 2000년 5월 22일  | 2005년 7월 4일   | 26권 File 2~4            | 신이치(남도일)가 독살사건의 범인을 밝히는 에피소드. 아이(장미)의 세 번째로 실험중인 해독제를 사용중인 마스크를 쓴 코난이 있는 와중에 신이치(남도일)가 등장한다. |
| 192 | 162화            | 목숨을 건 부활! 돌아온 신이치… 命がけの復活 帰ってきた新一…                   | 목숨을 건 부활, 돌아온 남도일                        | 2000년 5월 29일  | 2005년 7월 5일   | 26권 File 5~7            | 신이치(남도일)과 란(미란)이 데이트하는 레스토랑에서 살인사건이 일어나는 에피소드. 신이치(남도일)와 함께 있는 마스크를 쓴 코난의 정체가 밝혀진다. |
| 193 | 163화            | 목숨을 건 부활! 약속의 장소 命がけの復活 約束の場所                           | 목숨을 건 부활, 약속의 장소                          | 2000년 6월 5일   | 2005년 7월 6일   | 26권 File 5~7            | 신이치(남도일)가 살인사건의 진범을 밝힌 다음 다시 코난이 되는 에피소드. 마지막 삽입곡은 한국에선 연주곡으로 대체된다. |
| 194 | 583화 (X1-17화)  | 의미 깊은 오르골 (전편) 意味深なオルゴール(前編)                              | 의미 깊은 오르골 (전편)                              | 2000년 6월 12일  | 2014년 3월 3일   | 26권 File 8~10           | 의뢰인과 함께 오르골을 돌려주기로 한 집에서 란(미란)이 괴노인의 형체를 목격하고 장남이 습격을 받는 에피소드. (한) 일본어 트릭으로 인해 그때 당시에 불방되었다. 당시에는 코난이 하이바라(장미)에게 해독제를 다시 달라고 하는 부분이 164(196)화 앞에 추가되었다. 미공개x파일 17(583)화로 그 때 당시 불방 되었던 194화를 추가 방영 하였다. |
| 195 | 584화 (X1-18화)  | 의미 깊은 오르골 (후편) 意味深なオルゴール(後編)                              | 의미 깊은 오르골 (후편)                              | 2000년 6월 19일  | 2014년 3월 3일   | 26권 File 8~10           | 집에서 일어난 일련의 사건을 해결함과 동시에 숨겨진 2억의 우표를 찾는 에피소드. 오르골의 빠진 음계가 힌트로 사용된다. |
| 196 | 164화            | 보이지 않는 흉기, 란의 첫 번째 추리 見えない凶器 蘭の初推理                   | 보이지 않는 흉기, 미란의 첫 번째 추리                | 2000년 6월 26일  | 2005년 7월 7일   | 오리지널 ep72            | 자동차 에어컨에 농약을 타 사고사로 위장해서 아내를 살해하려던 범인을 란(미란)이 직접 잡는 에피소드. (한) 당시에는 불방했던 194회의 지난 줄거리와 코난이 코고로(유명한) 사무실로 돌아가는 앞부분이 이번 회 앞부분에 추가돼서 방영됐다.                                                                                                   |
| 197 | 165화            | 슈퍼카의 함정 (전편) スーパーカーの罠(前編)                                   | 슈퍼카의 함정 (전편)                                 | 2000년 7월 3일   | 2005년 7월 11일  | 오리지널 ep73            | 호텔 안에 자동차 전시실 오픈을 앞둔 호텔 사장이 안개가 걷힌 후 자신의 스포츠카 안에서 질식사한 채 발견되는 에피소드. |
| 198 | 166화            | 슈퍼카의 함정 (후편) スーパーカーの罠(後編)                                   | 슈퍼카의 함정 (후편)                                 | 2000년 7월 10일  | 2005년 7월 12일  | 오리지널 ep73            | 호텔 경비원의 증언을 토대로 스포츠카 엔진 소리를 재현하여 범인이 어떻게 사장을 죽일 수 있었는지 밝혀내는 에피소드. |
| 199 | 167화            | 용의자 모리 코고로 (전편) 容疑者・毛利小五郎(前編)                            | 용의자 유명한 (전편)                                 | 2000년 7월 17일  | 2005년 7월 13일  | 27권 File 1~3            | 코고로(유명한)가 에리(노애리)의 후배 변호사를 죽인 범인으로 몰리는 에피소드. 야마무라 미사오(정영일)의 성우가 이원준에서 홍범기로 변경되었다. |
| 200 | 168화            | 용의자 모리 코고로 (후편) 容疑者・毛利小五郎(後編)                            | 용의자 유명한 (후편)                                 | 2000년 7월 24일  | 2005년 7월 14일  | 27권 File 1~3            | 에리(노애리)가 코난의 도움으로 코고로(유명한)의 누명을 풀고 진범을 밝히는 에피소드. 코고로(유명한)와 에리(노애리)의 진심을 볼 수 있다. 코난과 같은 소년 선데이에 나오는 이누야샤가 코난이 보는 선데이(한국판에선 투니스) 커버로 특별 출연.                                                                                              |
| 201 | 169화            | 10명째의 승객 (전편) 10人目の乗客(前編)                                       | 열 번째 승객 (전편)                                  | 2000년 7월 31일  | 2005년 7월 18일  | 오리지널 ep74            | 7년 전 사고와 관광화 문제로 마을 사람들의 대립을 낳고 있는 추억의 버스에서 반대파의 수장격인 노인이 살해당하고 그날 밤 마을 신사에서 찬성파인 이장이 살해당하는 에피소드. |
| 202 | 170화            | 10명째의 승객 (후편) 10人目の乗客(後編)                                       | 열 번째 승객 (후편)                                  | 2000년 8월 7일   | 2005년 7월 19일  | 오리지널 ep74            | 코난이 7년 전 사고와 연계된 연쇄살인사건을 저지른 범인을 밝히고 제2의 버스사고를 막는 에피소드. |
| 203 | 171화            | 검은 이카루스의 날개 (전편) 黒いイカロスの翼(前編)                            | 검은 이카루스의 날개 (전편)                          | 2000년 8월 14일  | 2005년 7월 20일  | 오리지널 ep75            | 성격 까칠한 인기 여배우가 호텔 방안에서 목 매달아 죽은 시체로 발견되는 에피소드. |
| 204 | 172화            | 검은 이카루스의 날개 (후편) 黒いイカロスの翼(後編)                            | 검은 이카루스의 날개 (후편)                          | 2000년 8월 21일  | 2005년 7월 21일  | 오리지널 ep75            | 란(미란), 코난과 함께 고원에 있었던 범인이 어떻게 여배우를 죽이고 고원으로 돌아왔는지 밝히는 에피소드. |
| 여덟 번째 여는곡 : 사랑은 스릴, 쇼크, 서스펜스 |                  |                                                                               |                                                      |                  |                  |                          | |
| 열 번째 닫는곡 : 여름의 환상 |                  |                                                                               |                                                      |                  |                  |                          | |
| 205 | 585화 (X1-19화)  | 본청 형사의 사랑 이야기 3 (전편) 本庁の刑事恋物語3(前編)                      | 형사 아저씨의 사랑 이야기(전편)                      | 2000년 8월 28일  | 2014년 3월 10일  | 27권 File 4~6            | 방화범을 쫓던 다카기(신형선)가 18년 전 사토(오지인)의 아버지를 죽인 은행 강도를 알아 내고 사토(오지인)에게 밝히려다 습격을 받는 에피소드. 사토(오지인)를 둘러싼 타카기(신형선)와 시라토리(백동훈)의 신경전이 첨예하다. (일) 여덟 번째 여는곡, 열 번째 닫는곡 시작.                                                                      |
| 206 | 586화 (X1-20화)  | 본청 형사의 사랑 이야기 3 (후편) 本庁の刑事恋物語3(後編)                      | 형사 아저씨의 사랑이야기 (후편)                      | 2000년 9월 4일   | 2014년 3월 10일  | 27권 File 4~6            | 사토(오지인)가 18년 전 사건을 결판 짓는 동안 소년(어린이) 탐정단이 방화범을 잡는 에피소드. 사토(유지인)아버지의 수갑을 상하게 하지 않은 채 탈출한 타카기(신형선)가 사토(오지인)와 데이트(?)를 한다. -(한)코난 미공개x 파일 1기 마지막 에피소드                                                                                          |
| 207 | 173화            | 지나친 명추리 見事すぎた名推理                                                | 너무 완벽한 추리                                     | 2000년 9월 11일  | 2005년 7월 25일  | 오리지널 ep76            | 코고로(유명한)에게 완벽한 추리를 유도하며 자신이 결백함을 유도하려던 범인이 도리어 덜미가 잡히는 에피소드. |
| 208 | 174화            | 미궁에의 입구 거대 신상의 분노 迷宮への入口 巨大神像の怒り                    | 미궁으로의 입구, 천녀상의 분노 (전편)                | 2000년 10월 9일  | 2005년 7월 26일  | 오리지널 ep77            | 1시간 스페셜(한국에선 2화로 분할 방영). 노비구니가 저주를 내린 케이블카 시승식 도중 케이블카를 추진한 사장이 살해당하는 에피소드. |
| 208 | 175화            | 미궁에의 입구 거대 신상의 분노 迷宮への入口 巨大神像の怒り                    | 미궁으로의 입구, 천녀상의 분노 (후편)                | 2000년 10월 9일  | 2005년 7월 27일  | 오리지널 ep77            | 1시간 스페셜(한국에선 2화로 분할 방영). 노비구니가 저주를 내린 케이블카 시승식 도중 케이블카를 추진한 사장이 살해당하는 에피소드. |
| 209 | 959화(대 1-48화) | 용신산 추락 사건 龍神山転落事件                                               | 류신산 추락 사건                                     | 2000년 10월 16일 | 2021년 12월 1일  | 오리지널 ep78            | 겐타(뭉치), 아유미(아름), 미츠히코(세모)가 코난을 누르기 위해 산에서 추락한 자동차에서 나온 암호가 가리키는 장소로 멋대로 갔다가 범인의 아지트를 발견하는 에피소드. 일본식 키보드가 암호 해독의 열쇠. |
| 210 | 961화(대 1-49화) | 오색 전설의 호수 저택 (전편) 五彩伝説の水御殿(前編)                           | 오색 전설의 호수 저택 (전편)                         | 2000년 10월 23일 | 2021년 12월 8일  | 오리지널 ep79            | 다과회를 하기로 한 오색 전설 호수의 저택에서 당주가 목이 매달려 죽은 채 발견되는 에피소드. |
| 211 | 962화(대 1-50화) | 오색 전설의 호수 저택 (후편) 五彩伝説の水御殿(後編)                           | 오색 전설의 호수 저택 (후편)                         | 2000년 10월 30일 | 2021년 12월 8일  | 오리지널 ep79            | 당주의 주검을 발견하기 전의 상황을 통해 당주를 죽인 범인을 밝히는 에피소드. |
| 212 | 177화            | 버섯과 곰과 탐정단 (전편) きのこと熊と探偵団(前編)                            | 버섯, 곰, 그리고 어린이 탐정단 (전편)                | 2000년 11월 6일  | 2005년 7월 28일  | 27권 File 10~28권 File 2 | 송이버섯 채취 중 사라진 겐타(뭉치)를 찾다가 새끼곰을 발견한 아이(장미), 미츠히코(세모)가 사냥꾼을 살해한 범인에게 쫓기는 에피소드. 아이(장미)에 대한 미츠히코(세모)의 묘한 감정을 볼 수 있다. |
| 213 | 178화            | 버섯과 곰과 탐정단 (후편) きのこと熊と探偵団(後編)                            | 버섯, 곰, 그리고 어린이 탐정단 (후편)                | 2000년 11월 13일 | 2005년 8월 1일   | 27권 File 10~28권 File 2 | 사냥꾼을 죽이고 아이(장미), 미츠히코(세모)에게 총을 쏜 범인의 진심이 밝혀지는 에피소드. 코난에 대한 미츠히코(세모)의 열등감 표현에 아이(장미)가 충고한다. |
| 214 | 176화            | 회고적 방의 수수께끼 사건 レトロルームの謎事件                                | 수수께끼의 방                                        | 2000년 11월 20일 | 2005년 8월 2일   | 오리지널 ep80            | 복고 호텔에서 동창들을 기다리던 여성이 살해당하는 에피소드. 코난이 위화감을 느끼고 사건을 해결한다. |
| 215 | 179화            | Bay of the Revenge (전편) ベイ・オブ・ザ・リベンジ(前編)                      | 해변의 복수 (전편)                                   | 2000년 11월 27일 | 2005년 8월 3일   | 오리지널 ep81            | 자동차 고장으로 묶게 된 별장 주인인 악덕 변호사가 익사하고 그 용의자가 집에서 목을 매달아 죽어서 발견되는 에피소드. |
| 216 | 180화            | Bay of the Revenge (후편) ベイ・オブ・ザ・リベンジ(後編)                      | 해변의 복수 (후편)                                   | 2000년 12월 4일  | 2005년 8월 4일   | 오리지널 ep81            | 범인이 어떻게 두 사람을 자살처럼 보이게 살해했는지 밝히는 에피소드. (한) 3기 방영 종료. |
| 대한민국 4기 : Love is thrill, shock, suspense (일본판 여덟번째 여는곡 〈사랑은 스릴, 쇼크, 서스펜스〉) 2006년 5월 8일 ~ 2006년 8월 3일 투니버스 (월-목 17:55~18:25; 217~270화 중 8화 미방) |                  |                                                                               |                                                      |                  |                  |                          | |
| 217 | 181화            | 봉인된 메구레의 비밀 (전편) 封印された目暮の秘密(前編)                        | 골롬보 반장님의 비밀 (전편)                          | 2000년 12월 11일 | 2006년 5월 8일   | 28권 File 11~29권 File 2 | 란(미란)이 여성을 대상으로 부녀자 연쇄폭행 사건과 연계된 살해된 여성을 백화점 지하주차장에서 발견하는 에피소드. 메구레(골롬보)가 항시 쓰는 모자의 의문이 처음으로 제기된다. (한) 4기 방영 시작. 제목, 아이캐치에 나오는 문 영상은 3D로 변경되었다.                                                                                      |
| 218 | 182화            | 봉인된 메구레의 비밀 (후편) 封印された目暮の秘密(後編)                        | 골롬보 반장님의 비밀 (후편)                          | 2000년 12월 18일 | 2006년 5월 9일   | 28권 File 11~29권 File 2 | 메구레(골롬보)가 소노코(보라)를 죽이려는 범인으로부터 소노코(정보라)를 몸소 지켜내는 에피소드. 메구레(골롬보)가 모자를 항시 쓰게 된 사연이 나오며, 그 사연과 관련된 메구레(골롬보)의 아내도 등장한다. |

### 내용주
1. ↑  무천구 전설은 안개 도깨비가 등장하는 전설이다.
2. ↑  오쟈 맘보는 작중 청소회사 이름이다.
3. ↑  유상우 (2004년 5월 6일). “투니버스, '명탐정 코난' 최신 에피소드 공개”. 뉴시스. 2011년 8월 27일에 확인함.
4. ↑  모구라 성인(두더지 성인)은 작중 소년 탐정단이 좋아하는 애니메이션 작품“가면 야이바”에 나오는 등장인물이다.
5. ↑  나니와는 오사카의 옛 지명이다.
6. ↑  김준억 (2005년 5월 4일). “투니버스, '명탐정 코난 3기' 방송”. 연합뉴스.
7. ↑  2014년 2월 10일(미공개x11화(일본판 172화))부터 화요일에서 월요일로 변경

### 참조주
1. ↑  “第1話「ジェットコースター殺人事件」” (일본어). 요미우리 TV 방송. 2017년 11월 4일에 원본 문서에서 보존된 문서. 2015년 2월 17일에 확인함.
2. ↑  투니버스판 방영 제목과 순서는 일본판을 거의 그대로 따랐다.
3. ↑  “第2話「社長令嬢誘拐事件」” (일본어). 요미우리 TV 방송. 2018년 9월 26일에 원본 문서에서 보존된 문서. 2015년 2월 17일에 확인함.
4. ↑  “第3話「アイドル密室殺人事件」” (일본어). 요미우리 TV 방송. 2018년 5월 24일에 원본 문서에서 보존된 문서. 2015년 2월 17일에 확인함.
5. ↑  “第4話「大都会暗号マップ事件」” (일본어). 요미우리 TV 방송. 2016년 12월 6일에 원본 문서에서 보존된 문서. 2015년 2월 17일에 확인함.
6. ↑  “第5話「新幹線大爆破事件」” (일본어). 요미우리 TV 방송. 2018년 9월 24일에 원본 문서에서 보존된 문서. 2015년 2월 17일에 확인함.
7. ↑  “第6話「バレンタイン殺人事件」” (일본어). 요미우리 TV 방송. 2018년 9월 26일에 원본 문서에서 보존된 문서. 2015년 2월 17일에 확인함.
8. ↑  “第7話「月いちプレゼント脅迫事件」” (일본어). 요미우리 TV 방송. 2018년 9월 24일에 원본 문서에서 보존된 문서. 2015년 2월 17일에 확인함.
9. ↑  “第8話「美術館オーナー殺人事件」” (일본어). 요미우리 TV 방송. 2018년 9월 24일에 원본 문서에서 보존된 문서. 2015년 2월 17일에 확인함.
10. ↑  “第9話「天下一夜祭殺人事件」” (일본어). 요미우리 TV 방송. 2018년 1월 2일에 원본 문서에서 보존된 문서. 2015년 2월 17일에 확인함.
11. ↑  “第10話「プロサッカー選手脅迫事件」” (일본어). 요미우리 TV 방송. 2018년 7월 26일에 원본 문서에서 보존된 문서. 2015년 2월 17일에 확인함.
12. ↑  “第11話「ピアノソナタ「月光」殺人事件」” (일본어). 요미우리 TV 방송. 2018년 9월 24일에 원본 문서에서 보존된 문서. 2015년 2월 17일에 확인함.
13. ↑  “第12話「歩美ちゃん誘拐事件」” (일본어). 요미우리 TV 방송. 2016년 7월 20일에 원본 문서에서 보존된 문서. 2015년 2월 17일에 확인함.
14. ↑  “第13話「奇妙な人捜し殺人事件」” (일본어). 요미우리 TV 방송. 2016년 7월 20일에 원본 문서에서 보존된 문서. 2015년 2월 17일에 확인함.
15. ↑  “第14話「謎のメッセージ狙撃事件」” (일본어). 요미우리 TV 방송. 2016년 7월 20일에 원본 문서에서 보존된 문서. 2015년 2월 17일에 확인함.
16. ↑  “第15話「消えた死体殺人事件」” (일본어). 요미우리 TV 방송. 2016년 7월 20일에 원본 문서에서 보존된 문서. 2015년 2월 17일에 확인함.
17. ↑  이처럼 애니메이션에서 살인사건이 일어났을 때 일본 현지에서는 혈연관계가 나오지만(투니버스 재더빙판은 일본과 동일) kbs판과 투니버스 2·3기에서는 혈연관계가 아닌 것으로 바뀔 때가 있었다[예: 부부→애인, 형제자매→벗이나 선후배 등].
18. ↑  “第16話「骨董品コレクター殺人事件」” (일본어). 요미우리 TV 방송. 2016년 7월 20일에 원본 문서에서 보존된 문서. 2015년 2월 17일에 확인함.
19. ↑  “第17話「デパートジャック事件」” (일본어). 요미우리 TV 방송. 2016년 9월 22일에 원본 문서에서 보존된 문서. 2015년 2월 17일에 확인함.
20. ↑  “第18話「６月の花嫁殺人事件」” (일본어). 요미우리 TV 방송. 2016년 7월 20일에 원본 문서에서 보존된 문서. 2015년 2월 17일에 확인함.
21. ↑  “第19話「エレベーター殺人事件」” (일본어). 요미우리 TV 방송. 2016년 7월 20일에 원본 문서에서 보존된 문서. 2015년 2월 17일에 확인함.
22. ↑  “第20話「幽霊屋敷殺人事件」” (일본어). 요미우리 TV 방송. 2016년 7월 20일에 원본 문서에서 보존된 문서. 2015년 2월 17일에 확인함.
23. ↑  “第21話「ＴＶドラマロケ殺人事件」” (일본어). 요미우리 TV 방송. 2016년 7월 20일에 원본 문서에서 보존된 문서. 2015년 2월 17일에 확인함.
24. ↑  “第22話「豪華客船連続殺人事件(前編)」” (일본어). 요미우리 TV 방송. 2016년 10월 16일에 원본 문서에서 보존된 문서. 2015년 2월 17일에 확인함.
25. ↑  “第23話「豪華客船連続殺人事件(後編)」” (일본어). 요미우리 TV 방송. 2016년 7월 20일에 원본 문서에서 보존된 문서. 2015년 2월 17일에 확인함.
26. ↑  “第24話「謎の美女記憶喪失事件」” (일본어). 요미우리 TV 방송. 2016년 11월 10일에 원본 문서에서 보존된 문서. 2015년 2월 17일에 확인함.
27. ↑  “第25話「偽りの身代金誘拐事件」” (일본어). 요미우리 TV 방송. 2016년 7월 20일에 원본 문서에서 보존된 문서. 2015년 2월 17일에 확인함.
28. ↑  “第26話「愛犬ジョン殺人事件」” (일본어). 요미우리 TV 방송. 2016년 7월 11일에 원본 문서에서 보존된 문서. 2015년 2월 17일에 확인함.
29. ↑  “第27話「小五郎の同窓会殺人事件(前編)」” (일본어). 요미우리 TV 방송. 2015년 11월 17일에 원본 문서에서 보존된 문서. 2015년 2월 17일에 확인함.
30. ↑  “第28話「小五郎の同窓会殺人事件(後編)」” (일본어). 요미우리 TV 방송. 2016년 7월 20일에 원본 문서에서 보존된 문서. 2015년 2월 17일에 확인함.
31. ↑  “第29話「コンピューター殺人事件」” (일본어). 요미우리 TV 방송. 2016년 7월 20일에 원본 문서에서 보존된 문서. 2015년 2월 17일에 확인함.
32. ↑  “第30話「アリバイ証言殺人事件」” (일본어). 요미우리 TV 방송. 2015년 7월 26일에 원본 문서에서 보존된 문서. 2015년 2월 17일에 확인함.
33. ↑  “第31話「テレビ局殺人事件」” (일본어). 요미우리 TV 방송. 2015년 11월 17일에 원본 문서에서 보존된 문서. 2015년 2월 17일에 확인함.
34. ↑  “第32話「コーヒーショップ殺人事件」” (일본어). 요미우리 TV 방송. 2015년 11월 23일에 원본 문서에서 보존된 문서. 2015년 2월 17일에 확인함.
35. ↑  “第33話「探偵団サバイバル事件」” (일본어). 요미우리 TV 방송. 2015년 11월 23일에 원본 문서에서 보존된 문서. 2015년 2월 17일에 확인함.
36. ↑  “第34話「山荘包帯男殺人事件(前編)」” (일본어). 요미우리 TV 방송. 2015년 11월 23일에 원본 문서에서 보존된 문서. 2015년 2월 17일에 확인함.
37. ↑  “第35話「山荘包帯男殺人事件(後編)」” (일본어). 요미우리 TV 방송. 2015년 7월 3일에 원본 문서에서 보존된 문서. 2015년 2월 17일에 확인함.
38. ↑  “第36話「月曜夜７時30分殺人事件」” (일본어). 요미우리 TV 방송. 2015년 7월 2일에 원본 문서에서 보존된 문서. 2015년 2월 17일에 확인함.
39. ↑  “第37話「サボテンの花殺人事件」” (일본어). 요미우리 TV 방송. 2015년 7월 3일에 원본 문서에서 보존된 문서. 2015년 2월 17일에 확인함.
40. ↑  “第38話「赤鬼村火祭殺人事件」” (일본어). 요미우리 TV 방송. 2015년 12월 24일에 원본 문서에서 보존된 문서. 2015년 2월 17일에 확인함.
41. ↑  “第39話「資産家令嬢殺人事件(前編)」” (일본어). 요미우리 TV 방송. 2014년 10월 22일에 원본 문서에서 보존된 문서. 2015년 2월 17일에 확인함.
42. ↑  “第40話「資産家令嬢殺人事件(後編)」” (일본어). 요미우리 TV 방송. 2015년 7월 2일에 원본 문서에서 보존된 문서. 2015년 2월 17일에 확인함.
43. ↑  “第41話「優勝旗切り裂き事件」” (일본어). 요미우리 TV 방송. 2015년 7월 1일에 원본 문서에서 보존된 문서. 2015년 2월 17일에 확인함.
44. ↑  “第42話「カラオケボックス殺人事件」” (일본어). 요미우리 TV 방송. 2015년 7월 2일에 원본 문서에서 보존된 문서. 2015년 2월 17일에 확인함.
45. ↑  “第43話「江戸川コナン誘拐事件」” (일본어). 요미우리 TV 방송. 2016년 12월 12일에 원본 문서에서 보존된 문서. 2015년 2월 18일에 확인함.
46. ↑  “第44話「堀田三兄弟殺人事件」” (일본어). 요미우리 TV 방송. 2015년 2월 18일에 확인함.[깨진 링크(과거 내용 찾기)]
47. ↑  “第45話「顔パック殺人事件」” (일본어). 요미우리 TV 방송. 2015년 11월 4일에 원본 문서에서 보존된 문서. 2015년 2월 18일에 확인함.
48. ↑  “第46話「雪山山荘殺人事件」” (일본어). 요미우리 TV 방송. 2015년 11월 4일에 원본 문서에서 보존된 문서. 2015년 2월 18일에 확인함.
49. ↑  “第47話「スポーツクラブ殺人事件」” (일본어). 요미우리 TV 방송. 2015년 12월 24일에 원본 문서에서 보존된 문서. 2015년 2월 18일에 확인함.
50. ↑  “第48話「外交官殺人事件(前編)」” (일본어). 요미우리 TV 방송. 2015년 12월 24일에 원본 문서에서 보존된 문서. 2015년 2월 18일에 확인함.
51. ↑  “第49話「外交官殺人事件(後編)」” (일본어). 요미우리 TV 방송. 2016년 7월 20일에 원본 문서에서 보존된 문서. 2015년 2월 18일에 확인함.
52. ↑  “第50話「図書館殺人事件」” (일본어). 요미우리 TV 방송. 2015년 12월 24일에 원본 문서에서 보존된 문서. 2015년 2월 18일에 확인함.
53. ↑  “第51話「ゴルフ練習場殺人事件」” (일본어). 요미우리 TV 방송. 2015년 12월 25일에 원본 문서에서 보존된 문서. 2015년 2월 18일에 확인함.
54. ↑  “第52話「霧天狗伝説殺人事件」” (일본어). 요미우리 TV 방송. 2015년 3월 20일에 원본 문서에서 보존된 문서. 2015년 2월 18일에 확인함.
55. ↑  “第53話「謎の凶器殺人事件」” (일본어). 요미우리 TV 방송. 2016년 1월 4일에 원본 문서에서 보존된 문서. 2015년 2월 18일에 확인함.
56. ↑  “第54話「ゲーム会社殺人事件」” (일본어). 요미우리 TV 방송. 2016년 1월 3일에 원본 문서에서 보존된 문서. 2015년 2월 18일에 확인함.
57. ↑  “第55話「列車トリック殺人事件」” (일본어). 요미우리 TV 방송. 2016년 1월 4일에 원본 문서에서 보존된 문서. 2015년 2월 18일에 확인함.
58. ↑  “第56話「おじゃマンボウ殺人事件」” (일본어). 요미우리 TV 방송. 2016년 3월 1일에 원본 문서에서 보존된 문서. 2015년 2월 18일에 확인함.
59. ↑  “第57話「ホームズ・フリーク殺人事件(前編)」” (일본어). 요미우리 TV 방송. 2016년 3월 1일에 원본 문서에서 보존된 문서. 2015년 2월 18일에 확인함.
60. ↑  “第58話「ホームズ・フリーク殺人事件(後編)」” (일본어). 요미우리 TV 방송. 2016년 3월 1일에 원본 문서에서 보존된 문서. 2015년 2월 18일에 확인함.
61. ↑  “第59話「初めてのお使い殺人事件」” (일본어). 요미우리 TV 방송. 2016년 3월 1일에 원본 문서에서 보존된 문서. 2015년 2월 18일에 확인함.
62. ↑  “第60話「イラストレーター殺人事件」” (일본어). 요미우리 TV 방송. 2016년 3월 1일에 원본 문서에서 보존된 문서. 2015년 2월 18일에 확인함.
63. ↑  “第61話「幽霊船殺人事件(前編)」” (일본어). 요미우리 TV 방송. 2015년 7월 26일에 원본 문서에서 보존된 문서. 2015년 2월 18일에 확인함.
64. ↑  “第62話「幽霊船殺人事件(後編)」” (일본어). 요미우리 TV 방송. 2015년 2월 18일에 확인함.[깨진 링크(과거 내용 찾기)]
65. ↑  “第63話「大怪獣ゴメラ殺人事件」” (일본어). 요미우리 TV 방송. 2015년 2월 25일에 원본 문서에서 보존된 문서. 2015년 2월 18일에 확인함.
66. ↑  “第64話「第3の指紋殺人事件」” (일본어). 요미우리 TV 방송. 2016년 3월 5일에 원본 문서에서 보존된 문서. 2015년 2월 18일에 확인함.
67. ↑  “第65話「カニとクジラ誘拐事件」” (일본어). 요미우리 TV 방송. 2016년 3월 5일에 원본 문서에서 보존된 문서. 2015년 2월 18일에 확인함.
68. ↑  “第66話「暗闇の道殺人事件」” (일본어). 요미우리 TV 방송. 2015년 2월 18일에 원본 문서에서 보존된 문서. 2015년 2월 18일에 확인함.
69. ↑  “第67話「舞台女優殺人事件」” (일본어). 요미우리 TV 방송. 2015년 2월 18일에 원본 문서에서 보존된 문서. 2015년 2월 18일에 확인함.
70. ↑  “第68話「闇の男爵(ﾅｲﾄﾊﾞﾛﾝ)殺人事件(事件篇)」” (일본어). 요미우리 TV 방송. 2014년 12월 24일에 원본 문서에서 보존된 문서. 2015년 2월 18일에 확인함.
71. ↑  “第69話「闇の男爵(ﾅｲﾄﾊﾞﾛﾝ)殺人事件(疑惑篇)」” (일본어). 요미우리 TV 방송. 2015년 2월 18일에 원본 문서에서 보존된 문서. 2015년 2월 18일에 확인함.
72. ↑  “第70話「闇の男爵(ﾅｲﾄﾊﾞﾛﾝ)殺人事件(解決篇)」” (일본어). 요미우리 TV 방송. 2015년 2월 18일에 원본 문서에서 보존된 문서. 2015년 2월 18일에 확인함.
73. ↑  “第71話「ストーカー殺人事件」” (일본어). 요미우리 TV 방송. 2015년 2월 18일에 원본 문서에서 보존된 문서. 2015년 2월 18일에 확인함.
74. ↑  “第72話「三つ子別荘殺人事件」” (일본어). 요미우리 TV 방송. 2015년 2월 18일에 원본 문서에서 보존된 문서. 2015년 2월 18일에 확인함.
75. ↑  “第73話「少年探偵団遭難事件」” (일본어). 요미우리 TV 방송. 2015년 2월 18일에 확인함.[깨진 링크(과거 내용 찾기)]
76. ↑  “第74話「死神陣内殺人事件」” (일본어). 요미우리 TV 방송. 2015년 2월 18일에 원본 문서에서 보존된 문서. 2015년 2월 18일에 확인함.
77. ↑  “第75話「金融会社社長殺人事件」” (일본어). 요미우리 TV 방송. 2015년 2월 18일에 원본 문서에서 보존된 문서. 2015년 2월 18일에 확인함.
78. ↑  “第76話「コナンVS怪盗キッド」” (일본어). 요미우리 TV 방송. 2015년 2월 18일에 원본 문서에서 보존된 문서. 2015년 2월 18일에 확인함.
79. ↑  “第77話「名家連続変死事件(前編)」” (일본어). 요미우리 TV 방송. 2015년 7월 26일에 원본 문서에서 보존된 문서. 2015년 2월 18일에 확인함.
80. ↑  “第78話「名家連続変死事件(後編)」” (일본어). 요미우리 TV 방송. 2015년 2월 18일에 원본 문서에서 보존된 문서. 2015년 2월 18일에 확인함.
81. ↑  “第79話「銀行強盗殺人事件」” (일본어). 요미우리 TV 방송. 2015년 2월 18일에 확인함.[깨진 링크(과거 내용 찾기)]
82. ↑  “第80話　「放浪画家殺人事件」” (일본어). 요미우리 TV 방송. 2015년 2월 18일에 원본 문서에서 보존된 문서. 2015년 2월 18일에 확인함.
83. ↑  “第81話「人気アーティスト誘拐事件(前編)」” (일본어). 요미우리 TV 방송. 2015년 7월 26일에 원본 문서에서 보존된 문서. 2015년 2월 18일에 확인함.
84. ↑  “第82話「人気アーティスト誘拐事件(後編)」” (일본어). 요미우리 TV 방송. 2015년 7월 24일에 원본 문서에서 보존된 문서. 2015년 2월 18일에 확인함.
85. ↑  “第83話「総合病院殺人事件」” (일본어). 요미우리 TV 방송. 2015년 7월 26일에 원본 문서에서 보존된 문서. 2015년 2월 18일에 확인함.
86. ↑  “第84話「スキーロッジ殺人事件(前編)」” (일본어). 요미우리 TV 방송. 2015년 2월 18일에 확인함.[깨진 링크(과거 내용 찾기)]
87. ↑  “第85話「スキーロッジ殺人事件(後編)」” (일본어). 요미우리 TV 방송. 2015년 12월 26일에 원본 문서에서 보존된 문서. 2015년 2월 18일에 확인함.
88. ↑  “第86話　「誘拐現場特定事件」” (일본어). 요미우리 TV 방송. 2015년 4월 7일에 원본 문서에서 보존된 문서. 2015년 2월 18일에 확인함.
89. ↑  “第87話　「鶴の恩返し殺人事件」” (일본어). 요미우리 TV 방송. 2015년 2월 18일에 원본 문서에서 보존된 문서. 2015년 2월 18일에 확인함.
90. ↑  “第88話　「ドラキュラ荘殺人事件(前編)」” (일본어). 요미우리 TV 방송. 2016년 3월 4일에 원본 문서에서 보존된 문서. 2015년 2월 18일에 확인함.
91. ↑  “第89話　「ドラキュラ荘殺人事件(後編)」” (일본어). 요미우리 TV 방송. 2016년 7월 12일에 원본 문서에서 보존된 문서. 2015년 2월 18일에 확인함.
92. ↑  “第90話　「花の香り殺人事件」” (일본어). 요미우리 TV 방송. 2016년 3월 5일에 원본 문서에서 보존된 문서. 2015년 2월 18일에 확인함.
93. ↑  “第91話　「強盗犯人入院事件」” (일본어). 요미우리 TV 방송. 2013년 6월 14일에 원본 문서에서 보존된 문서. 2015년 2월 18일에 확인함.
94. ↑  “第92話　「恐怖のトラヴァース殺人事件(前編)」” (일본어). 요미우리 TV 방송. 2015년 2월 18일에 확인함.[깨진 링크(과거 내용 찾기)]
95. ↑  “第93話　「恐怖のトラヴァース殺人事件(後編)」” (일본어). 요미우리 TV 방송. 2015년 2월 18일에 원본 문서에서 보존된 문서. 2015년 2월 18일에 확인함.
96. ↑  “第94話　「雪女伝説殺人事件」” (일본어). 요미우리 TV 방송. 2015년 2월 18일에 원본 문서에서 보존된 문서. 2015년 2월 18일에 확인함.
97. ↑  “第95話　「小五郎のデート殺人事件」” (일본어). 요미우리 TV 방송. 2015년 2월 18일에 원본 문서에서 보존된 문서. 2015년 2월 18일에 확인함.
98. ↑  “第96話　「追いつめられた名探偵！連続2大殺人事件」” (일본어). 요미우리 TV 방송. 2015년 2월 18일에 원본 문서에서 보존된 문서. 2015년 2월 18일에 확인함.
99. ↑  “第97話　「別れのワイン殺人事件」” (일본어). 요미우리 TV 방송. 2014년 6월 8일에 원본 문서에서 보존된 문서. 2015년 2월 18일에 확인함.
100. ↑  “第98話　「名陶芸家殺人事件(前編)」” (일본어). 요미우리 TV 방송. 2013년 4월 1일에 원본 문서에서 보존된 문서. 2015년 2월 18일에 확인함.
101. ↑  “第99話　「名陶芸家殺人事件(後編)」” (일본어). 요미우리 TV 방송. 2013년 3월 31일에 원본 문서에서 보존된 문서. 2015년 2월 18일에 확인함.
102. ↑  “第100話　「初恋の人想い出事件(前編)」” (일본어). 요미우리 TV 방송. 2016년 3월 4일에 원본 문서에서 보존된 문서. 2015년 2월 18일에 확인함.
103. ↑  “第101話　「初恋の人想い出事件(後編)」” (일본어). 요미우리 TV 방송. 2015년 12월 5일에 원본 문서에서 보존된 문서. 2015년 2월 18일에 확인함.
104. ↑  “第102話　「時代劇俳優殺人事件(前編)」” (일본어). 요미우리 TV 방송. 2015년 12월 5일에 원본 문서에서 보존된 문서. 2015년 2월 18일에 확인함.
105. ↑  “第103話　「時代劇俳優殺人事件(後編)」” (일본어). 요미우리 TV 방송. 2015년 12월 5일에 원본 문서에서 보존된 문서. 2015년 2월 18일에 확인함.
106. ↑  “第104話　「盗賊団謎の洋館事件(前編)」” (일본어). 요미우리 TV 방송. 2013년 3월 31일에 원본 문서에서 보존된 문서. 2015년 2월 18일에 확인함.
107. ↑  “第105話　「盗賊団謎の洋館事件(後編)」” (일본어). 요미우리 TV 방송. 2016년 3월 4일에 원본 문서에서 보존된 문서. 2015년 2월 18일에 확인함.
108. ↑  “第106話　「スクープ写真殺人事件」” (일본어). 요미우리 TV 방송. 2015년 2월 18일에 원본 문서에서 보존된 문서. 2015년 2월 18일에 확인함.
109. ↑  “第107話　「モグラ星人謎の事件(前編)」” (일본어). 요미우리 TV 방송. 2015년 2월 18일에 원본 문서에서 보존된 문서. 2015년 2월 18일에 확인함.
110. ↑  “第108話　「モグラ星人謎の事件(後編)」” (일본어). 요미우리 TV 방송. 2015년 2월 18일에 확인함.[깨진 링크(과거 내용 찾기)]
111. ↑  “第109話　「探偵団大追跡事件」” (일본어). 요미우리 TV 방송. 2015년 2월 18일에 원본 문서에서 보존된 문서. 2015년 2월 18일에 확인함.
112. ↑  “第110話　「料理教室殺人事件(前編)」” (일본어). 요미우리 TV 방송. 2015년 2월 18일에 원본 문서에서 보존된 문서. 2015년 2월 18일에 확인함.
113. ↑  “第111話　「料理教室殺人事件(後編)」” (일본어). 요미우리 TV 방송. 2015년 2월 18일에 원본 문서에서 보존된 문서. 2015년 2월 18일에 확인함.
114. ↑  “第112話　「帝丹小７不思議事件」” (일본어). 요미우리 TV 방송. 2014년 12월 28일에 원본 문서에서 보존된 문서. 2015년 2월 18일에 확인함.
115. ↑  “第113話　「白い砂浜殺人事件」” (일본어). 요미우리 TV 방송. 2015년 2월 18일에 원본 문서에서 보존된 문서. 2015년 2월 18일에 확인함.
116. ↑  “第114話　「スキューバダイビング殺人事件(前編)」” (일본어). 요미우리 TV 방송. 2015년 2월 18일에 원본 문서에서 보존된 문서. 2015년 2월 18일에 확인함.
117. ↑  “第115話　「スキューバダイビング殺人事件(後編)」” (일본어). 요미우리 TV 방송. 2015년 2월 18일에 원본 문서에서 보존된 문서. 2015년 2월 18일에 확인함.
118. ↑  “第116話　「ミステリー作家失踪事件(前編)」” (일본어). 요미우리 TV 방송. 2015년 2월 18일에 원본 문서에서 보존된 문서. 2015년 2월 18일에 확인함.
119. ↑  “第117話　「ミステリー作家失踪事件(後編)」” (일본어). 요미우리 TV 방송. 2015년 2월 18일에 원본 문서에서 보존된 문서. 2015년 2월 18일에 확인함.
120. ↑  “第118話　「浪花の連続殺人事件」” (일본어). 요미우리 TV 방송. 2015년 2월 18일에 원본 문서에서 보존된 문서. 2015년 2월 18일에 확인함.
121. ↑  “第119話　「仮面ヤイバー殺人事件」” (일본어). 요미우리 TV 방송. 2015년 2월 18일에 원본 문서에서 보존된 문서. 2015년 2월 18일에 확인함.
122. ↑  “第120話　「ハニーカクテル殺人事件」” (일본어). 요미우리 TV 방송. 2015년 2월 18일에 원본 문서에서 보존된 문서. 2015년 2월 18일에 확인함.
123. ↑  “第121話　「バスルーム密室事件(前編)」” (일본어). 요미우리 TV 방송. 2015년 2월 18일에 원본 문서에서 보존된 문서. 2015년 2월 18일에 확인함.
124. ↑  “第122話　「バスルーム密室事件(後編)」” (일본어). 요미우리 TV 방송. 2015년 2월 18일에 원본 문서에서 보존된 문서. 2015년 2월 18일에 확인함.
125. ↑  “第123話　「お天気お姉さん誘拐事件」” (일본어). 요미우리 TV 방송. 2015년 2월 18일에 원본 문서에서 보존된 문서. 2015년 2월 18일에 확인함.
126. ↑  “第124話　「謎の狙撃者殺人事件(前編)」” (일본어). 요미우리 TV 방송. 2015년 2월 18일에 원본 문서에서 보존된 문서. 2015년 2월 18일에 확인함.
127. ↑  “第125話　「謎の狙撃者殺人事件(後編)」” (일본어). 요미우리 TV 방송. 2015년 2월 18일에 원본 문서에서 보존된 문서. 2015년 2월 18일에 확인함.
128. ↑  “第126話　「旅芝居一座殺人事件(前編)」” (일본어). 요미우리 TV 방송. 2015년 2월 18일에 원본 문서에서 보존된 문서. 2015년 2월 18일에 확인함.
129. ↑  “第127話　「旅芝居一座殺人事件(後編)」” (일본어). 요미우리 TV 방송. 2015년 2월 18일에 원본 문서에서 보존된 문서. 2015년 2월 18일에 확인함.
130. ↑  “第128話　「黒の組織10億円強奪事件」” (일본어). 요미우리 TV 방송. 2018년 11월 6일에 원본 문서에서 보존된 문서. 2015년 2월 18일에 확인함.
131. ↑  “第129話　「黒の組織から来た女 大学教授殺人事件」” (일본어). 요미우리 TV 방송. 2015년 3월 20일에 원본 문서에서 보존된 문서. 2015년 2월 18일에 확인함.
132. ↑  “第130話　「競技場無差別脅迫事件(前編)」” (일본어). 요미우리 TV 방송. 2015년 3월 20일에 원본 문서에서 보존된 문서. 2015년 2월 18일에 확인함.
133. ↑  “第131話　「競技場無差別脅迫事件(後編)」” (일본어). 요미우리 TV 방송. 2015년 2월 18일에 확인함.[깨진 링크(과거 내용 찾기)]
134. ↑  “第132話　「奇術愛好家殺人事件(事件篇)」” (일본어). 요미우리 TV 방송. 2015년 2월 18일에 원본 문서에서 보존된 문서. 2015년 2월 18일에 확인함.
135. ↑  “第133話　「奇術愛好家殺人事件(疑惑篇)」” (일본어). 요미우리 TV 방송. 2015년 2월 18일에 원본 문서에서 보존된 문서. 2015년 2월 18일에 확인함.
136. ↑  “第134話　「奇術愛好家殺人事件(解決篇)」” (일본어). 요미우리 TV 방송. 2015년 2월 18일에 원본 문서에서 보존된 문서. 2015년 2월 18일에 확인함.
137. ↑  “第135話　「消えた凶器捜索事件」” (일본어). 요미우리 TV 방송. 2015년 2월 18일에 원본 문서에서 보존된 문서. 2015년 2월 18일에 확인함.
138. ↑  “第136話　「青の古城探索事件(前編)」” (일본어). 요미우리 TV 방송. 2013년 6월 19일에 원본 문서에서 보존된 문서. 2015년 2월 18일에 확인함.
139. ↑  “第137話　「青の古城探索事件(後編)」” (일본어). 요미우리 TV 방송. 2015년 2월 18일에 원본 문서에서 보존된 문서. 2015년 2월 18일에 확인함.
140. ↑  “第138話　「最後の上映殺人事件(前編)」” (일본어). 요미우리 TV 방송. 2015년 2월 18일에 원본 문서에서 보존된 문서. 2015년 2월 18일에 확인함.
141. ↑  “第139話　「最後の上映殺人事件(後編)」” (일본어). 요미우리 TV 방송. 2015년 2월 18일에 원본 문서에서 보존된 문서. 2015년 2월 18일에 확인함.
142. ↑  “第140話　「SOS！歩美からのメッセージ」” (일본어). 요미우리 TV 방송. 2015년 2월 18일에 원본 문서에서 보존된 문서. 2015년 2월 18일에 확인함.
143. ↑  “第141話　「結婚前夜の密室事件(前編)」” (일본어). 요미우리 TV 방송. 2015년 12월 25일에 원본 문서에서 보존된 문서. 2015년 2월 18일에 확인함.
144. ↑  “第142話　「結婚前夜の密室事件(後編)」” (일본어). 요미우리 TV 방송. 2015년 2월 18일에 원본 문서에서 보존된 문서. 2015년 2월 18일에 확인함.
145. ↑  “第143話　「疑惑の天体観測」” (일본어). 요미우리 TV 방송. 2015년 2월 18일에 원본 문서에서 보존된 문서. 2015년 2월 18일에 확인함.
146. ↑  “第144話　「上野発北斗星３号(前編)” (일본어). 요미우리 TV 방송. 2015년 2월 18일에 원본 문서에서 보존된 문서. 2015년 2월 18일에 확인함.
147. ↑  “第145話　「上野発北斗星３号(後編)」” (일본어). 요미우리 TV 방송. 2015년 2월 18일에 원본 문서에서 보존된 문서. 2015년 2월 18일에 확인함.
148. ↑  “第146話　「本庁の刑事恋物語(前編)」” (일본어). 요미우리 TV 방송. 2013년 6월 9일에 원본 문서에서 보존된 문서. 2015년 2월 18일에 확인함.
149. ↑  “第147話　「本庁の刑事恋物語(後編)」” (일본어). 요미우리 TV 방송. 2013년 6월 21일에 원본 문서에서 보존된 문서. 2015년 2월 18일에 확인함.
150. ↑  “第148話　「路面電車急停止事件」” (일본어). 요미우리 TV 방송. 2015년 2월 18일에 원본 문서에서 보존된 문서. 2015년 2월 18일에 확인함.
151. ↑  “第149話　「遊園地バンジー事件」” (일본어). 요미우리 TV 방송. 2015년 2월 18일에 원본 문서에서 보존된 문서. 2015년 2월 18일에 확인함.
152. ↑  “第150話　「自動車爆発事件の真相(前編)」” (일본어). 요미우리 TV 방송. 2015년 2월 18일에 원본 문서에서 보존된 문서. 2015년 2월 18일에 확인함.
153. ↑  “第151話　「自動車爆発事件の真相(後編)」” (일본어). 요미우리 TV 방송. 2015년 2월 18일에 원본 문서에서 보존된 문서. 2015년 2월 18일에 확인함.
154. ↑  “第152話　「謎の老人失踪事件」” (일본어). 요미우리 TV 방송. 2015년 2월 18일에 원본 문서에서 보존된 문서. 2015년 2월 18일에 확인함.
155. ↑  “第153話　「園子のアブない夏物語(前編)」” (일본어). 요미우리 TV 방송. 2015년 2월 18일에 원본 문서에서 보존된 문서. 2015년 2월 18일에 확인함.
156. ↑  “第154話　「園子のアブない夏物語(後編)」” (일본어). 요미우리 TV 방송. 2015년 2월 18일에 원본 문서에서 보존된 문서. 2015년 2월 18일에 확인함.
157. ↑  “第155話　「水中の鍵密室事件」” (일본어). 요미우리 TV 방송. 2015년 2월 18일에 원본 문서에서 보존된 문서. 2015년 2월 18일에 확인함.
158. ↑  “第156話　「本庁の刑事恋物語２(前編)」” (일본어). 요미우리 TV 방송. 2015년 7월 17일에 원본 문서에서 보존된 문서. 2015년 2월 18일에 확인함.
159. ↑  “第157話　「本庁の刑事恋物語２(後編)」” (일본어). 요미우리 TV 방송. 2015년 2월 18일에 원본 문서에서 보존된 문서. 2015년 2월 18일에 확인함.
160. ↑  “第158話　「沈黙の環状線」” (일본어). 요미우리 TV 방송. 2015년 2월 18일에 원본 문서에서 보존된 문서. 2015년 2월 18일에 확인함.
161. ↑  “第159話　「怪奇五重塔伝説(前編)」” (일본어). 요미우리 TV 방송. 2015년 2월 18일에 원본 문서에서 보존된 문서. 2015년 2월 18일에 확인함.
162. ↑  “第160話　「怪奇五重塔伝説(後編)」” (일본어). 요미우리 TV 방송. 2015년 2월 18일에 원본 문서에서 보존된 문서. 2015년 2월 18일에 확인함.
163. ↑  “第161話　「流水亭に流れる殺意」” (일본어). 요미우리 TV 방송. 2015년 2월 18일에 원본 문서에서 보존된 문서. 2015년 2월 18일에 확인함.
164. ↑  “第162話　「空飛ぶ密室 工藤新一最初の事件」” (일본어). 요미우리 TV 방송. 2015년 8월 18일에 원본 문서에서 보존된 문서. 2015년 2월 18일에 확인함.
165. ↑  “第163話　「月と星と太陽の秘密(前編)」” (일본어). 요미우리 TV 방송. 2015년 7월 18일에 원본 문서에서 보존된 문서. 2015년 2월 18일에 확인함.
166. ↑  “第164話　「月と星と太陽の秘密(後編)」” (일본어). 요미우리 TV 방송. 2016년 3월 4일에 원본 문서에서 보존된 문서. 2015년 2월 18일에 확인함.
167. ↑  “第165話　「少年探偵団消失事件」” (일본어). 요미우리 TV 방송. 2015년 7월 24일에 원본 문서에서 보존된 문서. 2015년 2월 18일에 확인함.
168. ↑  “第166話　「鳥取クモ屋敷の怪(事件編)」” (일본어). 요미우리 TV 방송. 2015년 2월 18일에 원본 문서에서 보존된 문서. 2015년 2월 18일에 확인함.
169. ↑  “第167話　「鳥取クモ屋敷の怪(疑惑編)」” (일본어). 요미우리 TV 방송. 2015년 2월 18일에 원본 문서에서 보존된 문서. 2015년 2월 18일에 확인함.
170. ↑  “第168話　「鳥取クモ屋敷の怪(解決編)」” (일본어). 요미우리 TV 방송. 2015년 2월 18일에 원본 문서에서 보존된 문서. 2015년 2월 18일에 확인함.
171. ↑  “第169話　「ビーナスのキッス」” (일본어). 요미우리 TV 방송. 2016년 1월 17일에 원본 문서에서 보존된 문서. 2015년 2월 18일에 확인함.
172. ↑  “第170話　「暗闇の中の死角(前編)」” (일본어). 요미우리 TV 방송. 2015년 7월 26일에 원본 문서에서 보존된 문서. 2015년 2월 18일에 확인함.
173. ↑  “第171話　「暗闇の中の死角(後編)」” (일본어). 요미우리 TV 방송. 2015년 2월 18일에 원본 문서에서 보존된 문서. 2015년 2월 18일에 확인함.
174. ↑  “第172話　「よみがえる死の伝言(ﾀﾞｲｲﾝｸﾞ・ﾒｯｾｰｼﾞ)(前編)」” (일본어). 요미우리 TV 방송. 2015년 2월 18일에 원본 문서에서 보존된 문서. 2015년 2월 18일에 확인함.
175. ↑  “第173話　「よみがえる死の伝言(ﾀﾞｲｲﾝｸﾞ・ﾒｯｾｰｼﾞ)(後編)」” (일본어). 요미우리 TV 방송. 2015년 4월 13일에 원본 문서에서 보존된 문서. 2015년 2월 18일에 확인함.
176. ↑  “第174話　「二十年目の殺意　シンフォニー号連続殺人事件」” (일본어). 요미우리 TV 방송. 2015년 2월 19일에 확인함.[깨진 링크(과거 내용 찾기)]
177. ↑  “第175話　「四回殺された男」” (일본어). 요미우리 TV 방송. 2015년 4월 13일에 원본 문서에서 보존된 문서. 2015년 2월 19일에 확인함.
178. ↑  “第176話　「黒の組織との再会（灰原編）」” (일본어). 요미우리 TV 방송. 2017년 6월 21일에 원본 문서에서 보존된 문서. 2015년 2월 19일에 확인함.
179. ↑  “第177話　「黒の組織との再会（コナン編）」” (일본어). 요미우리 TV 방송. 2016년 3월 5일에 원본 문서에서 보존된 문서. 2015년 2월 19일에 확인함.
180. ↑  “第178話　「黒の組織との再会（解決編）」” (일본어). 요미우리 TV 방송. 2015년 2월 19일에 원본 문서에서 보존된 문서. 2015년 2월 19일에 확인함.
181. ↑  “第179話　「喫茶店トラック乱入事件」” (일본어). 요미우리 TV 방송. 2015년 2월 19일에 원본 문서에서 보존된 문서. 2015년 2월 19일에 확인함.
182. ↑  “第180話　「赤い殺意の夜想曲 （ノクターン）（前編）」” (일본어). 요미우리 TV 방송. 2015년 2월 19일에 원본 문서에서 보존된 문서. 2015년 2월 19일에 확인함.
183. ↑  “第181話　「赤い殺意の夜想曲（ノクターン）（後編）」” (일본어). 요미우리 TV 방송. 2015년 2월 19일에 원본 문서에서 보존된 문서. 2015년 2월 19일에 확인함.
184. ↑  “第182話　「大捜索九つのドア」” (일본어). 요미우리 TV 방송. 2015년 2월 19일에 원본 문서에서 보존된 문서. 2015년 2월 19일에 확인함.
185. ↑  “第183話　「危険なレシピ」” (일본어). 요미우리 TV 방송. 2015년 2월 19일에 원본 문서에서 보존된 문서. 2015년 2월 19일에 확인함.
186. ↑  “第184話　「呪いの仮面は冷たく笑う」” (일본어). 요미우리 TV 방송. 2015년 2월 19일에 원본 문서에서 보존된 문서. 2015년 2월 19일에 확인함.
187. ↑  “第185話　「殺された名探偵（前編）」” (일본어). 요미우리 TV 방송. 2015년 2월 19일에 원본 문서에서 보존된 문서. 2015년 2월 19일에 확인함.
188. ↑  “第186話　「殺された名探偵（後編）」” (일본어). 요미우리 TV 방송. 2015년 2월 19일에 원본 문서에서 보존된 문서. 2015년 2월 19일에 확인함.
189. ↑  “第187話　「闇に響く謎の銃声」” (일본어). 요미우리 TV 방송. 2016년 3월 4일에 원본 문서에서 보존된 문서. 2015년 2월 19일에 확인함.
190. ↑  “第188話　「命がけの復活 　洞窟の探偵団」” (일본어). 요미우리 TV 방송. 2016년 1월 13일에 원본 문서에서 보존된 문서. 2015년 2월 19일에 확인함.
191. ↑  “第189話　「命がけの復活 　負傷した名探偵」” (일본어). 요미우리 TV 방송. 2016년 1월 12일에 원본 문서에서 보존된 문서. 2015년 2월 19일에 확인함.
192. ↑  “第190話　「命がけの復活 　第三の選択」” (일본어). 요미우리 TV 방송. 2016년 6월 13일에 원본 문서에서 보존된 문서. 2015년 2월 19일에 확인함.
193. ↑  “第191話　「命がけの復活 　黒衣の騎士」” (일본어). 요미우리 TV 방송. 2016년 4월 25일에 원본 문서에서 보존된 문서. 2015년 2월 19일에 확인함.
194. ↑  “第192話　「命がけの復活 　帰ってきた新一…」” (일본어). 요미우리 TV 방송. 2019년 2월 9일에 원본 문서에서 보존된 문서. 2015년 2월 19일에 확인함.
195. ↑  “第193話　「命がけの復活 　約束の場所」” (일본어). 요미우리 TV 방송. 2015년 10월 27일에 원본 문서에서 보존된 문서. 2015년 2월 19일에 확인함.
196. ↑  “第194話　「意味深なオルゴール（前編）」” (일본어). 요미우리 TV 방송. 2016년 7월 8일에 원본 문서에서 보존된 문서. 2015년 2월 19일에 확인함.
197. ↑  “第195話　「意味深なオルゴール（後編）」” (일본어). 요미우리 TV 방송. 2015년 2월 19일에 원본 문서에서 보존된 문서. 2015년 2월 19일에 확인함.
198. ↑  “第196話　「見えない凶器 蘭の初推理」” (일본어). 요미우리 TV 방송. 2015년 2월 19일에 원본 문서에서 보존된 문서. 2015년 2월 19일에 확인함.
199. ↑  “第197話　「スーパーカーの罠（前編）」” (일본어). 요미우리 TV 방송. 2015년 2월 19일에 원본 문서에서 보존된 문서. 2015년 2월 19일에 확인함.
200. ↑  “第198話　「スーパーカーの罠（後編）」” (일본어). 요미우리 TV 방송. 2015년 2월 19일에 원본 문서에서 보존된 문서. 2015년 2월 19일에 확인함.
201. ↑  “第199話　「容疑者・毛利小五郎（前編）」” (일본어). 요미우리 TV 방송. 2015년 2월 19일에 원본 문서에서 보존된 문서. 2015년 2월 19일에 확인함.
202. ↑  “第200話　「容疑者・毛利小五郎（後編）」” (일본어). 요미우리 TV 방송. 2015년 2월 19일에 원본 문서에서 보존된 문서. 2015년 2월 19일에 확인함.
203. ↑  “第201話　「10人目の乗客（前編）」” (일본어). 요미우리 TV 방송. 2015년 2월 19일에 원본 문서에서 보존된 문서. 2015년 2월 19일에 확인함.
204. ↑  “第202話　「10人目の乗客（後編）」” (일본어). 요미우리 TV 방송. 2015년 2월 19일에 원본 문서에서 보존된 문서. 2015년 2월 19일에 확인함.
205. ↑  “第203話　「黒いイカロスの翼（前編）」” (일본어). 요미우리 TV 방송. 2015년 2월 19일에 원본 문서에서 보존된 문서. 2015년 2월 19일에 확인함.
206. ↑  “第204話　「黒いイカロスの翼（後編）」” (일본어). 요미우리 TV 방송. 2015년 2월 19일에 원본 문서에서 보존된 문서. 2015년 2월 19일에 확인함.
207. ↑  “第205話　「本庁の刑事恋物語3（前編）」” (일본어). 요미우리 TV 방송. 2013년 6월 22일에 원본 문서에서 보존된 문서. 2015년 2월 19일에 확인함.
208. ↑  “第206話　「本庁の刑事恋物語3（後編）」” (일본어). 요미우리 TV 방송. 2015년 2월 19일에 원본 문서에서 보존된 문서. 2015년 2월 19일에 확인함.
209. ↑  “第207話　「見事すぎた名推理」” (일본어). 요미우리 TV 방송. 2015년 2월 19일에 원본 문서에서 보존된 문서. 2015년 2월 19일에 확인함.
210. ↑  “第208話　「迷宮への入口　巨大神像の怒り」” (일본어). 요미우리 TV 방송. 2015년 2월 19일에 원본 문서에서 보존된 문서. 2015년 2월 19일에 확인함.
211. ↑  “第209話　「龍神山転落事件」” (일본어). 요미우리 TV 방송. 2015년 2월 19일에 원본 문서에서 보존된 문서. 2015년 2월 19일에 확인함.
212. ↑  “第210話　「五彩伝説の水御殿（前編）」” (일본어). 요미우리 TV 방송. 2015년 2월 19일에 원본 문서에서 보존된 문서. 2015년 2월 19일에 확인함.
213. ↑  “第211話　「五彩伝説の水御殿（後編）」” (일본어). 요미우리 TV 방송. 2015년 2월 19일에 확인함.[깨진 링크(과거 내용 찾기)]
214. ↑  “第212話　「きのこと熊と探偵団（前編）」” (일본어). 요미우리 TV 방송. 2015년 2월 19일에 원본 문서에서 보존된 문서. 2015년 2월 19일에 확인함.
215. ↑  “第213話　「きのこと熊と探偵団（後編）」” (일본어). 요미우리 TV 방송. 2015년 2월 19일에 원본 문서에서 보존된 문서. 2015년 2월 19일에 확인함.
216. ↑  “第214話　「レトロルームの謎事件」” (일본어). 요미우리 TV 방송. 2015년 2월 19일에 원본 문서에서 보존된 문서. 2015년 2월 19일에 확인함.
217. ↑  “第215話　「ベイ・オブ・ザ・リベンジ（前編）」” (일본어). 요미우리 TV 방송. 2015년 2월 19일에 원본 문서에서 보존된 문서. 2015년 2월 19일에 확인함.
218. ↑  “第216話　「ベイ・オブ・ザ・リベンジ（後編）」” (일본어). 요미우리 TV 방송. 2015년 2월 19일에 원본 문서에서 보존된 문서. 2015년 2월 19일에 확인함.
219. ↑  “第217話　「封印された目暮の秘密（前編）」” (일본어). 요미우리 TV 방송. 2016년 8월 26일에 원본 문서에서 보존된 문서. 2015년 2월 19일에 확인함.
220. ↑  “第218話　「封印された目暮の秘密（後編）」” (일본어). 요미우리 TV 방송. 2015년 2월 19일에 원본 문서에서 보존된 문서. 2015년 2월 19일에 확인함.

## 같이 보기
- 명탐정 코난 (일본의 만화)
- 명탐정 코난 (애니메이션)